# Idade Moderna
A Idade Moderna é um período histórico que é definido como parte ou como imediatamente anterior ao período moderno, com divisões baseadas principalmente na história da Europa e no conceito mais amplo de modernidade. Não há uma data exata que marque o início ou o fim do período e sua extensão pode variar dependendo da área da história que está sendo estudada. Em geral, considera-se que o início do período moderno durou desde o início do século XVI  até o início do século XIX (cerca de 1501-1800). Em um contexto europeu, é definido como o período após a Idade Média  e anterior ao advento da modernidade; mas as datas dessas fronteiras estão longe de ser universalmente acordadas. No contexto da história global, o início do período moderno é frequentemente usado mesmo em contextos onde não há um período "medieval" equivalente.
Vários eventos e transições históricas foram propostos como o início do início do período moderno, incluindo a queda de Constantinopla em 1453, o início do Renascimento, o fim das Cruzadas, a Reforma na Alemanha dando origem ao Protestantismo e o início da Era do Descobrimento e com ela o início da primeira onda de colonização europeia, tipo, Descobrimento do Brasil, Colonização espanhola e colonização inglesa na América. Seu fim é muitas vezes marcado pela Revolução Francesa, e às vezes também pela Revolução Americana ou pela ascensão de Napoleão Bonaparte ao poder, com o advento da colonização moderna da segunda onda do Novo Imperialismo.
Historiadores nas últimas décadas argumentaram que, do ponto de vista mundial, a característica mais importante do início do período moderno foi seu caráter globalizante de disseminação. Novas economias e instituições surgiram, tornando-se mais sofisticadas e globalmente articuladas ao longo do período. O início do período moderno também incluiu a ascensão do domínio do mercantilismo como uma teoria econômica. Outras tendências notáveis do período incluem o desenvolvimento da ciência experimental, o progresso tecnológico cada vez mais rápido, a política cívica secularizada, as viagens aceleradas devido a melhorias no mapeamento e no projeto de navios e o surgimento de estados-nação.
Historiadores à escala mundial nas décadas mais recentes têm argumentado que de uma perspectiva mundial, a característica mais importante que deu início à idade moderna foi a globalização. Este período da história moderna está caracterizado pela exploração e colonização do Continente Americano e o estabelecimento de contatos sólidos entre civilizações espalhadas pelo mundo. As potências mundiais envolveram-se umas com as outras através do comércio, à medida que bens, plantas, animais e alimentos viajavam do Velho Mundo para o Novo Mundo e vice-versa.
Novas economias e instituições emergiram, tornando-se mais sofisticadas e globalmente articuladas à medida que o tempo foi passando. Este processo começou nas cidades-estado medievais do norte da Itália, particularmente Génova, Veneza e Milão. Este período da história humana também inclui o estabelecimento de uma teoria econômica dominante, o mercantilismo. A colonização europeia dos continentes americano, asiático e africano ocorreu desde o século XV até ao século XX, disseminando a religião cristã por todo o mundo.
As tendências em diversas regiões do mundo durante a Idade Moderna apresentam uma mudança daquilo que havia sido ao longo de séculos a organização, a política ou a economia. O feudalismo foi posto de lado na Europa, ao mesmo tempo que este período viu também a Reforma Protestante, a desastrosa Guerra dos Trinta Anos, a Revolução Comercial, a colonização europeia do continente americano, a Era Dourada da Pirataria e o início da Idade das Revoluções, que para além de ter ocorrido a Revolução Industrial, trouxe também a ocorrência de grandes revoluções políticas e sociais como a francesa e a norte-americana.
Na Ásia, no século XVI, a economia chinesa sob a Dinastia Ming foi estimulada graças às trocas comerciais com os portugueses, os espanhóis e os holandeses, enquanto no Japão começou o período conhecido como Nanban, depois da chegada dos primeiros portugueses ao arquipélago. Outras tendências notáveis deste período incluem o desenvolvimento da ciência experimental, as viagens cada vez mais céleres graças aos avanços na cartografia e na produção de mapas, o progresso tecnológico cada vez mais rápido, a secularização das políticas civis e o aparecimento dos estados-nação. O final deste período da história humana termina com o aparecimento da Idade Contemporânea, consensualmente definida como tendo começado com a Revolução Francesa.

## Feudalismo e capitalismo
O feudalismo foi um sistema político, econômico e social que predominou durante toda a Idade Média. Mas, já no final da Idade Média, o uso da terra, fundamental para o povo naquele período, foi perdendo a força. Os campos foram abandonados e o comércio nascia fortalecido.
Depois de longos anos de devastação e desordem, começava certa estabilidade econômica. O castelo, centro das atividades econômicas, ia perdendo sua importância. O progresso do comércio artesanal, as feiras medievais, a cidade burguesa incompatível com o feudo ofereciam chances de lucro e atrativos do comércio.

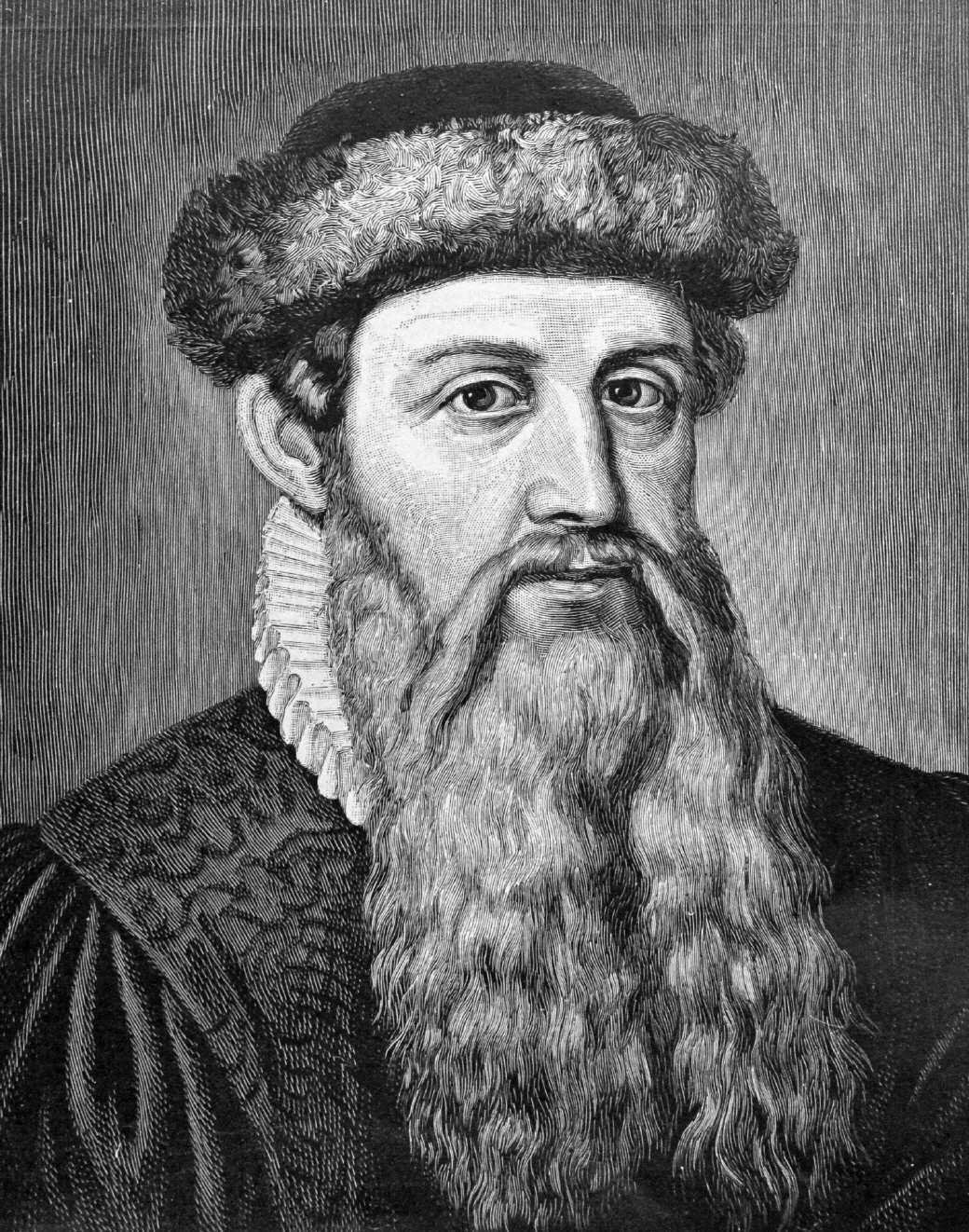
Johannes Gutenberg, o inventor da imprensa.

A difusão de alguns inventos que impulsionaram o progresso técnico e os avanços da ciência contribuíram para essa transformação: a bússola, invenção dos chineses, começou a se generalizar entre os séculos XIV e XV e permitia a orientação dos navegadores em alto-mar; a pólvora, também inventada pelos chineses, introduzida na Europa (século XIV), revolucionou a arte da guerra; a imprensa foi um invento revolucionário devido ao alemão Johannes Gutenberg (século XV), e com ela se multiplicaram os livros. A vida urbana tem início, aumenta a população das cidades.
No início da Idade Moderna, as cidades se expandem, vão de forma gradual deixando para trás a experiência do feudo. Claro que elas tiveram que lutar para sobreviver, tanto na parte econômica como na social e política.
As comunicações iam se tornando mais velozes, estradas iam se abrindo, mudando toda a paisagem de cada localidade.
Uma nova classe social, que reunia banqueiros, artesãos, camponeses, mercadores, aparecia com o nome de burguesia.
O dinheiro adquiriu valor e o comércio superou a terra.

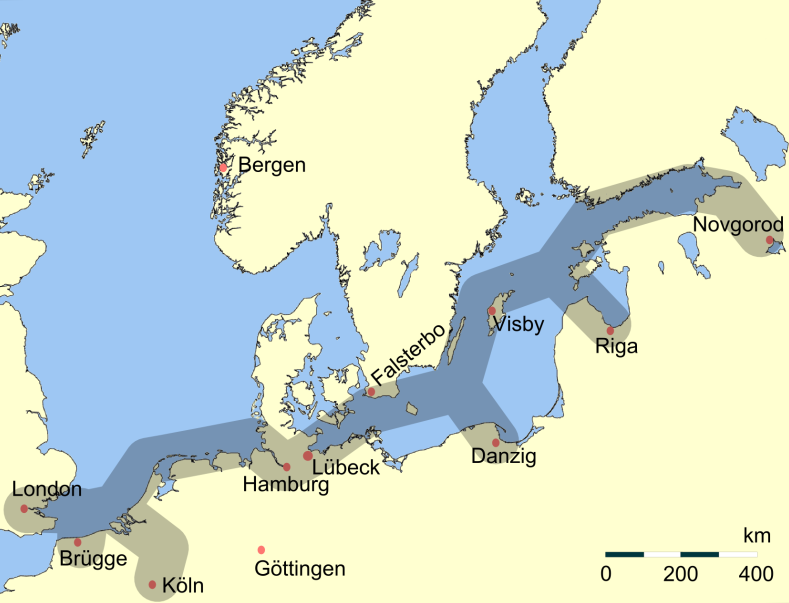
Liga Hanseática.

A passagem econômica da Idade Média para a Moderna se deu com o aparecimento do capitalismo.
Gradativamente, o comércio foi se desenvolvendo, a princípio dentro da própria cidade, depois entre duas ou mais cidades e, por fim, entre países.
Com o sistema capitalista, os trabalhadores começaram a ter um salário. Os produtos foram produzidos em maior quantidade, e nascia assim a passagem do feudalismo ao capitalismo.
O desenvolvimento das navegações vai fortalecer as rotas marítimas e comerciais abertas na Idade Média.
Crescia o comércio por terra e por mar e mudava o quadro político, econômico e social da Europa.
Grandes associações surgiram (associações livres), formando as hansas. A mais conhecida foi a Liga Hanseática ou Hansa Teutônica. Era uma associação que agrupava mais de 160 cidades no comércio com o leste da Europa.

### Progresso comercial
O progresso comercial e urbano, a burguesia, o artesanato, as feiras, as rotas terrestres e marítimas deram ao rei a certeza de que, se ele não aceitasse o comércio e se aliasse aos burgueses, certamente não teria sucesso financeiro.
Surgiu a aliança rei-burguesia, e tal fato foi, sem dúvida, a abertura do sistema capitalista.
O capitalismo é um sistema político, social e econômico que tem como características:
- produção voltada para os mercados;
- relações monetárias;
- lucro, neste sistema, é fundamental;
- acúmulo de capitais;
- livre iniciativa;
- relações assalariadas de produção.

### Fases do capitalismo
- Na sua fase pré-inicial, recebeu o nome de pré-capitalismo, porque nessa fase as relações de produção ainda não foram totalmente assalariadas (séculos XII e XV).
- Capitalismo comercial, fase em que começam a existir relações de trabalho e produção assalariadas (séculos XV ao XVIII).
- Capitalismo industrial, que surgiu na Inglaterra, com a Revolução Industrial. A acumulação de capital começou a se concentrar em grandes produções e o capital passou a dominar o processo de distribuição e consumo de mercadorias. O trabalho assalariado instalou-se definitivamente (séculos XVIIIa XX).
- Capitalismo financeiro é a base do capitalismo em que se vê grande quantidade de concentração financeira. Grandes movimentos e sistemas bancários dominaram o mercado. (É o sistema predominante nos dias atuais para os países que adotam o capitalismo como sistema econômico.)
- A globalização é um dos processos de aprofundamento da integração econômica, social, cultural, política, com o barateamento dos meios de transporte e comunicação dos países do mundo no final do século XX e início do século XXI.

Portanto, a Idade Moderna surge com novos empreendimentos políticos, econômicos e sociais.
Surgiu a organização empresarial e o espírito de lucro, dando início aos tempos modernos. Abre-se um novo contexto sociocultural e econômico na Europa.

## Grandes navegações
No período de transição da Baixa Idade Média para a Idade Moderna, o Mar Mediterrâneo continuou a principal ligação entre os países conhecidos. Esse intercâmbio se fazia através das rotas das especiarias, que eram monopólio das grandes cidades italianas, como Gênova e Veneza. As mercadorias orientais (sedas, porcelanas e principalmente condimentos, como a pimenta e a canela, indispensáveis para a conservação dos alimentos), depois de passarem por muitos portos e intermediários, eram vendidas a preços altíssimos para as nações europeias, obrigando-as a uma situação de dependência dos comerciantes italianos.
A tomada de Constantinopla pelos turcos, em 1453, dificultou ainda mais o tráfico de mercadorias. Dominando a maioria dos portos mediterrâneos, os turcos exigiam elevadas taxas das caravanas comerciais, forçando assim novo aumento nos preços dos produtos.
Era necessário descobrir novas rotas que livrassem a Europa da supremacia turca e italiana. Os reinos ibéricos (Portugal e Espanha) foram os primeiros a reunir condições técnicas e financeiras para explorar as novas terras.

### A península ibérica e as grandes navegações

#### Reino português

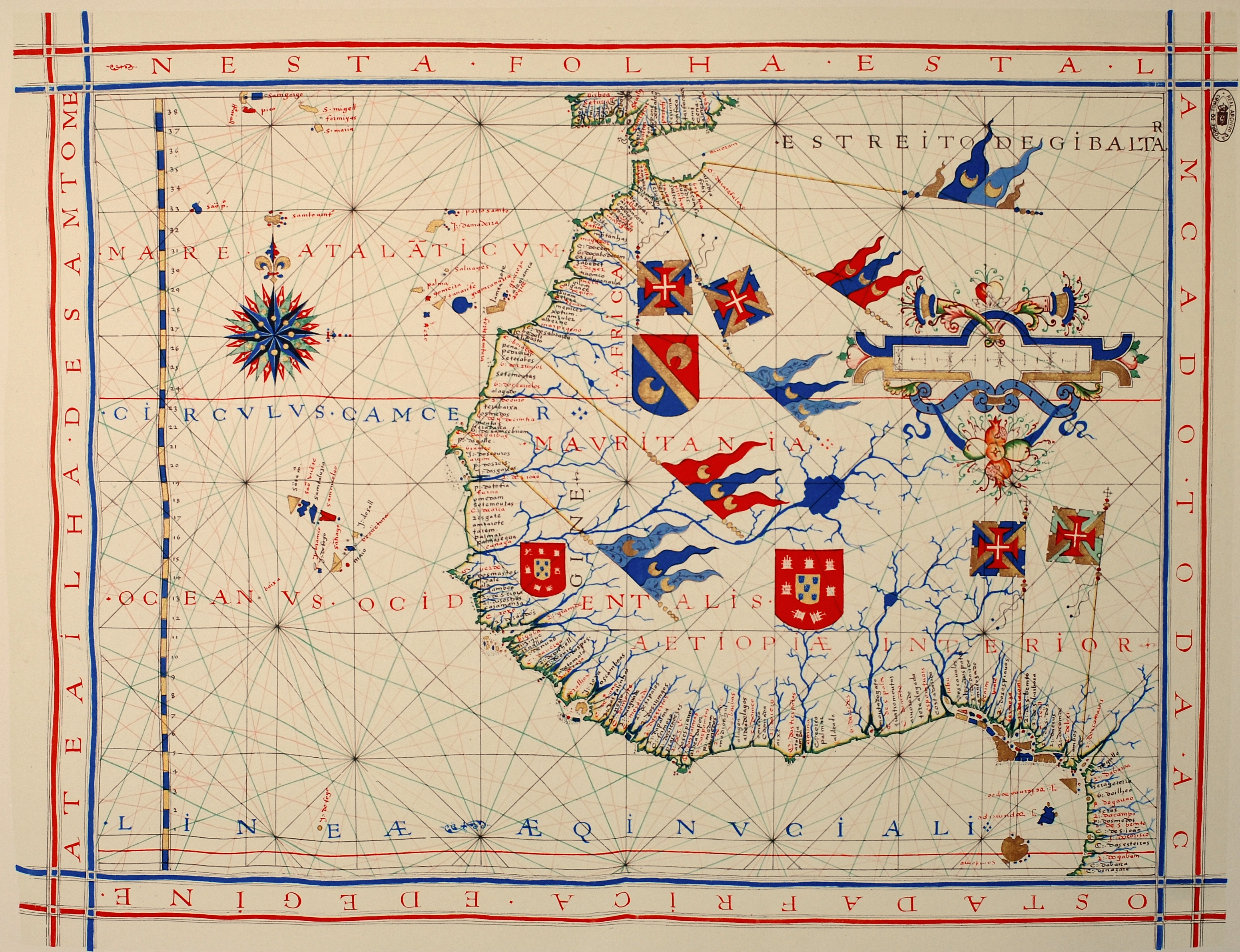
Uma carta náutica de Fernão Vaz Dourado, da África ocidental extraída do atlas náutico de 1571, pertencente ao Arquivo Nacional da Torre do Tombo, em Lisboa.

Portugal foi a primeira nação a financiar expedições marítimas. Vários fatores contribuíram para esse pioneirismo: a existência de bons portos; a familiaridade portuguesa com o mar, devido à grande atividade pesqueira desenvolvida na região; uma burguesia enriquecida e disposta a investir para aumentar seus lucros; a paz interna e a centralização do poder. Portugal foi o primeiro reino a se unificar, formando um estado nacional.
A Escola de Sagres também contribuiu grandemente, fornecendo condições tecno-científicas para a navegação num oceano ate então desconhecido: o Atlântico.
Bússolas e astrolábios trazidos da China, sextantes, mapas feitos pelos melhores cartógrafos da época e, principalmente, a caravela com suas velas triangulares possibilitaram aos navegantes resistir e atravessar o bravio "Mar Tenebroso".
A expansão portuguesa iniciou-se pelo norte da África, com a tomada de Ceuta, em 1415 (importante centro de especiarias). Seguiram-se as ilhas da Madeira e Açores. Gradativamente, em expedições sucessivas, sempre contornando o continente africano, em 1487, Bartolomeu Dias contornou o Cabo da Boa Esperança no sul da África. Em 1498, Vasco da Gama chega ao porto de Calicute, na costa ocidental da Índia.
A descoberta desse novo caminho trouxe lucros fabulosos para os mercadores portugueses e, ao mesmo tempo, estabelecia concorrência com os produtos trazidos através das rotas italianas.

#### Reino espanhol

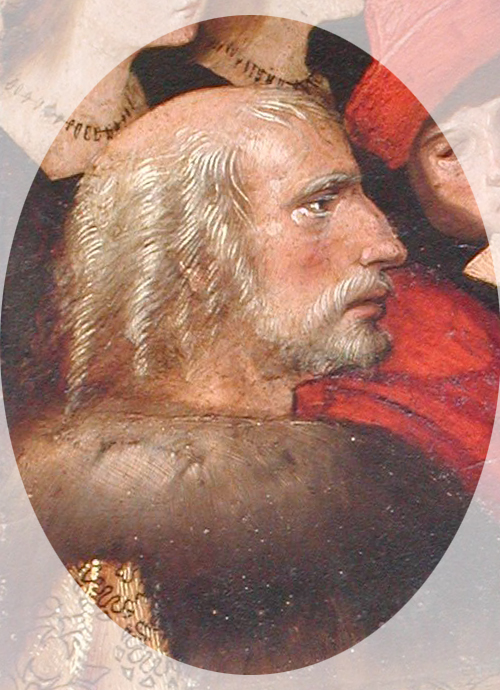
Provável retrato de Colombo em pormenor de "Virgen de los Navegantes" pintado por Alejo Fernández entre 1500 e 1536, atualmente na "Sala de los Almirantes", no Reales Alcázares de Sevilla (foto por Manuel da Silva Rosa).

Formado pela união dos reis Dom Fernando de Aragão e Dona Isabel de Castela, a Espanha lançou-se à exploração dos mares quase um século depois de Portugal. Dois motivos provocaram esse atraso:
- era necessário primeiramente expulsar os mouros (muçulmanos) do território espanhol;
- era preciso descobrir um novo caminho para não utilizar a rota portuguesa.

A Espanha não hesitou em dar o empreendimento ao estrangeiro Cristóvão Colombo. Sua teoria da esfericidade da Terra (confirmada pouco depois pelo cientista Nicolau Copérnico) não mereceu muito crédito na época.
Acreditando na possibilidade de atingir as índias sempre navegando para oeste, Colombo dirigiu suas três caravelas nessa rota, e teria alcançado as índias caso o continente americano não estivesse no caminho.
As naus espanholas desembarcaram na ilha de Guanaani (atual ilhas Bahamas) e depois em Cuba e São Domingos. Era o ano de 1492. Certo de que obtivera sucesso, Colombo deu o nome de índios aos habitantes encontrados na nova terra. Realizou ainda outras viagens, sempre explorando as ilhas americanas.

#### Intervenção católica

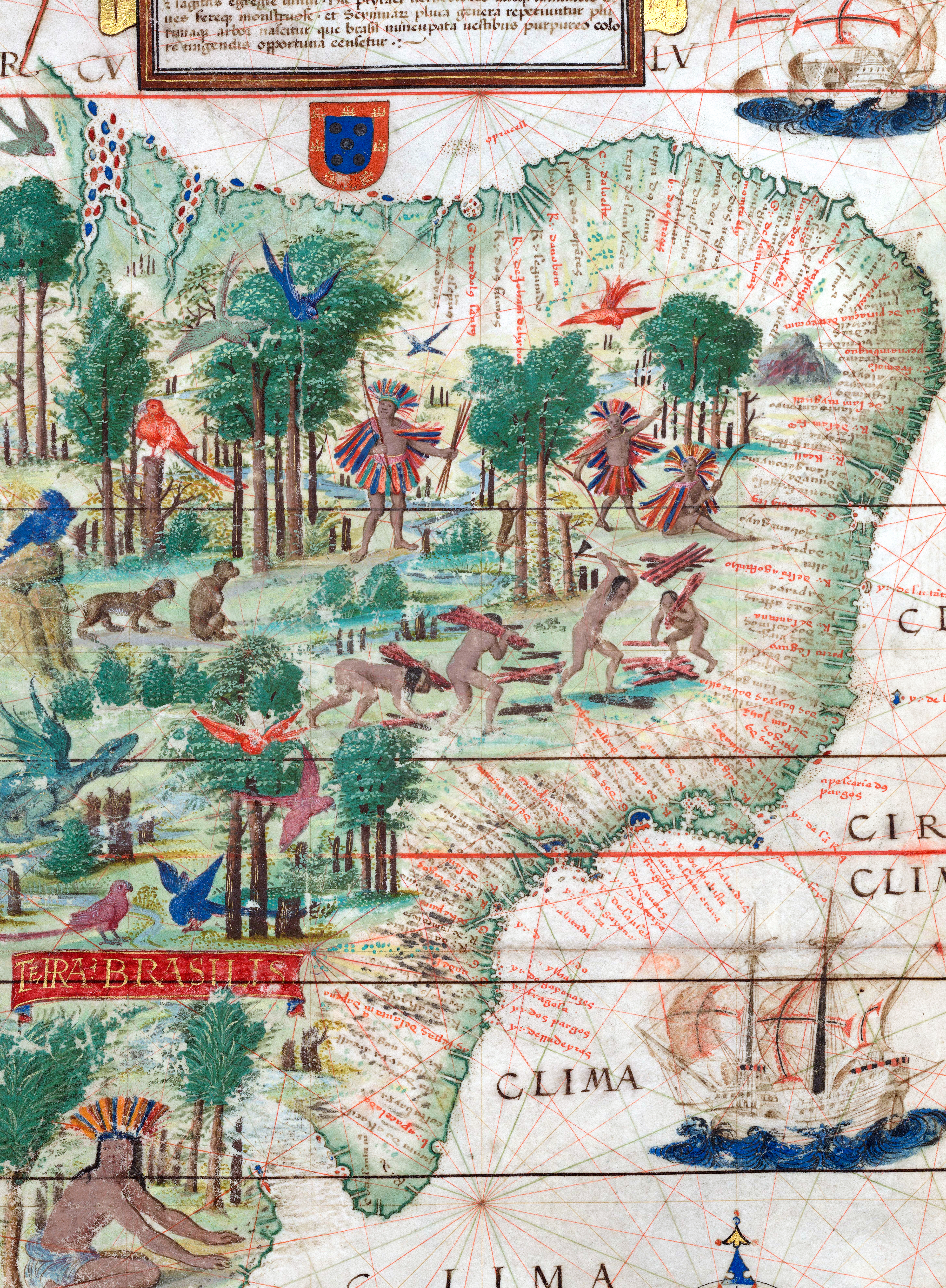
Detalhe do mapa "Terra Brasilis" (Atlas Miller, 1519), atualmente na Biblioteca Nacional de França.

A descoberta da América por Colombo provocou disputa entre os reinos ibéricos, interessados na posse de terras. Portugal preocupou-se em firmar um tratado que lhe assegurasse o domínio das terras existentes a leste do oceano Atlântico.
O acordo entre os dois países foi julgado pelo papa Alexandre VI, que confirmou um novo tratado. Partindo-se de uma linha imaginária traçada a partir do pólo (37°), o Tratado de Tordesilhas estabeleceu que as terras encontradas a oeste dessa linha pertenceriam à Espanha e aquelas situadas a leste seriam de Portugal.
Por esse motivo, a esquadra de Pedro Álvares Cabral, que se dirigia às Índias, fez um desvio proposital para oeste para garantir ao rei português a posse das terras do Brasil.
Os outros países europeus desconsideraram esse tratado, que os excluía, e procuraram se estabelecer e explorar o novo continente.

### Características da colonização ibérica
As novas conquistas não ofereceram interesse imediato a Portugal. O comércio de especiarias estava no auge: o aumento de consumo e sua falta no mercado europeu faziam com que as cargas dos navios que retomavam das índias fossem disputadas e as mercadorias alcançassem preços elevados na revenda. Por esse motivo, Portugal limitou-se a estabelecer algumas feitorias nas novas terras, para desenvolver atividades extrativas. Com a demarcação de terras entre Espanha e Portugal e a posterior ocupação europeia das terras, os indígenas ficaram expostos diante estas duas frentes de expansão como pelas frentes missionárias e de plantations. Tais frentes não eram movimentos pacíficos e pretendiam incorporar o mesmo território e os mesmos indivíduos (SCHMITZ, 1991, p. 49). Utilizava-se da mão-de-obra indígena, onde poderia ocorrer o escambo, troca de utensílios europeus por outros materiais, serviços ou mesmo indígenas destinados ao escravismo. No sul do Brasil, por volta de 1600, acontecem as "descidas", escravização sistemática dos índios. Eram promovidas pelos moradores de São Vicente que aportavam em Laguna, Araranguá, Mampituba e Lagoa dos Patos, onde na costa existiam feitorias para negociar os indígenas. Segundo Schmitz (1991, p. 50), este comércio tinha como mentores pajés e mestiços, que quando os navios chegaram à barra, eram enviados emissários ao sertão pelos chefes chamados Tubarões para avisar que havia utensílios para trocar por gente.
Mas a exclusividade da rota marítima durou pouco. Inglaterra, França e Holanda, ignorando propositadamente o tratado que dividia a América entre as duas nações, passaram a utilizar-se dos caminhos recém-descobertos para suas próprias transações comerciais. O aumento da oferta de produtos provocou a queda dos preços e, portanto, dos lucros obtidos. Os reinos ibéricos tentaram, então, nova atividade lucrativa, através do povoamento e exploração colonial.

#### Colonização portuguesa
Fez-se ao longo do litoral atlântico, insistindo-se no cultivo de produtos raros na Europa. Um deles, a cana-de-açúcar, encontrou condições de solo e clima propícios no Nordeste do Brasil, tornando-se a base da economia lusitana na época.
A necessidade de homens para a lavoura, homens que trabalhassem para donatários e não para seu próprio enriquecimento, alterou a relação inicial entre brancos e índios. "A legislação portuguesa sempre procurou contrariar ou dificultar a imigração, embora milhares de camponeses europeus não tivessem terras e passassem fome" (Décio Freitas). Livres, com valores culturais e estrutura social e econômica bem diversos dos colonizadores, os índios não se sujeitavam às imposições dos brancos. As lutas entre colonizadores e índios condenaram ao desaparecimento inúmeras nações indígenas, ao mesmo tempo que instituíam a mais abominável exploração humana: o regime escravo.

#### Colonização espanhola
Os conquistadores espanhóis encontraram impérios indígenas ricos e evoluídos, como os dos maias, astecas e incas. Esses povos possuíam conhecimentos de astronomia e geometria, cultivavam a terra utilizando o sistema de irrigação, além de terem um artesanato e uma arquitetura evoluídos.
Para dominar esses povos, os espanhóis aproveitaram-se de suas armas e cavalos (desconhecidos para os nativos) e também das rivalidades entre tribos, aliando-se às menores para conquistar os maiores impérios. Com suas tradições destruídas e cidades arrasadas, foram forçados a aceitar o trabalho obrigatório (encomienda). Cada comunidade indígena estava sob supervisão de brancos (encomenderais), determinando também a (mita), o trabalho forçado dos aldeões na realização das obras públicas e outros serviços ao governo.
Considerar o elemento nativo como inferior foi o traço comum na colonização dos países ibéricos. Desrespeitaram e baniram a cultura local, provocando desaparecimento de muitas nações indígenas em nome da "civilização" que Ocidente trouxe como "legado" que deveria ser incorporado às terras conquistadas. Em menos de cem anos, vitimaram-se três quartos da população americana. Tornou-se imperiosa a vinda de escravos africanos.

### Política econômica
O objetivo da colonização foi primordialmente explorar da forma mais lucrativa possível seus domínios coloniais. Não havia nenhuma intenção de povoamento: trabalhadores livres, em grande número, buscariam seu próprio enriquecimento e dificultariam a fiscalização e taxação de impostos.
Estabeleceram-se novos princípios econômicos para as relações entre metrópole e colônia. As principais leis mercantilistas foram:
- Metalismo: acreditava-se que a riqueza de uma nação era medida pela quantia de metais preciosos que possuísse. As colônias espanholas, ricas em minérios, tornaram essa nação a mais poderosa da época;
- Pacto Colonial: definia as relações entre metrópole/colônia. A colônia vendia seus produtos exclusivamente para a metrópole e dela comprava tudo de que necessitasse. Essa exclusividade comercial influiu negativamente no desenvolvimento da colônia. Sua margem de lucro era determinada pela metrópole, que reservava para si a revenda dos produtos coloniais a preços bem mais elevados no mercado europeu. Na importação colonial, a metrópole agia como intermediária, comprando os produtos de outros países para vendê-los com lucros de comerciante na colônia.

Esse comércio desvantajoso, aliado à proibição de instalar manufaturas próprias e produzir artigos semelhantes aos da metrópole, gerou uma situação de total dependência econômica, que posteriormente prejudicou a independência política e financeira dos países dominados.
- Balança comercial favorável: países como Inglaterra e França, que não puderam contar com o afluxo de metais preciosos, desenvolveram uma política de contenção de importações, enquanto estimulavam as exportações. Dessa forma, o dinheiro arrecadado no comércio externo era bastante superior àquele gasto na compra de produtos estrangeiros, deixando um saldo financeiro favorável ao país. Para isso, os governos tomaram medidas protecionistas: estimulava-se a produção agrícola e manufatureira do país; impunham-se altas taxas alfandegárias aos produtos importados, forçando a redução de consumo dos mesmos; não se permitia a importação de produtos que concorressem com os de fabricação nacional; proibia-se a exportação de matérias-primas que pudessem desenvolver mercadorias semelhantes às fabricadas pelo país.
- Monopólios: a comercialização era permitida a grupos de mercadores escolhidos pelo rei. Esses grupos tinham seus locais de compra e venda predeterminados, não podendo operar fora de suas regiões. Os monopólios permitiam ao soberano um eficaz controle das transações efetuadas nos diversos países.

No início do século XVII, a prática provou que o equilíbrio da balança comercial e os monopólios contribuíram decisivamente para a supremacia anglo-francesa no conjunto das nações europeias. O ouro em quantidade, sem aplicação sólida, não garantia o progresso de um Estado. A Espanha, que não aplicou seus lucros na melhoria das técnicas agrícolas e tampouco na instalação de manufaturas, perdeu sua posição para os países que desenvolveram a produção interna e fortaleceram o comércio nos dois níveis: externo e interno.

## Renascimento
Os homens da Idade Média consideravam os aspectos e fatos da vida e da história de acordo com os ideais religiosos. Para eles, a vida terrena e os acontecimentos históricos se explicavam pela vontade de Deus, um ser superior. Toda a ciência, a literatura e a arte daquela época dependiam do pensamento religioso.
Todavia, no decorrer do século XIII, a Itália e o resto da Europa começaram a modificar seu modo de pensar, voltando suas atenções para uma vida concreta e terrena, onde o homem passou a ter importância como o grande protagonista de acontecimentos e determinando, ele mesmo, a sua vontade.
No Renascimento, o mundo aparece como cenário das ações humanas, e não como expressão da vontade divina. A natureza também atrai as atenções e se torna objeto de observações e estudos por parte dos renascentistas.
A palavra Renascimento indica, em todos os seus aspetos, o prosseguimento da vida econômica, social e cultural que aconteceu na Itália e depois no resto da Europa.
O termo Renascimento vem de renascer da Idade Média, isto é, renascer ou reviver os valores da Antiguidade clássica greco-romana.

### Origens
O Renascimento começou na Itália, com o desenvolvimento das cidades e do comércio.
As cidades italianas abrigavam nobres senhores, como os Lourenço de Médici, da cidade de Florença; os Gonzaga, da cidade de Mantova; os Sforza, da cidade de Milão, e tantos outros nobres senhores que, gozando de prosperidade econômica, resolveram financiar e proteger artistas, cientistas e literatos.
Esses protetores de artistas eram chamados mecenas.

### Causas
- A descoberta do Novo Mundo (Américas): As Grandes Navegações trouxeram novas experiências culturais e científicas.
- O humanismo: Durante toda a Idade Média, o homem foi uma criatura frágil e submissa à vontade de Deus. Com o humanismo, ele acaba por se tornar responsável por si mesmo e não mais subordinado à vontade divina.
- A queda de Constantinopla, a importante capital do Império Romano do Oriente, grande centro comercial e cultural medieval. Muitos intelectuais de Constantinopla se dirigiram à Itália após a sua queda.
- O apoio dos mecenas, ricos senhores que patrocinavam artistas e literatos.
- A invenção da imprensa: Os livros não seriam mais manuscritos, o que facilitaria a divulgação da cultura.
- Abertura das universidades: Os humanistas fizeram reviver e renascer valores da Antiguidade clássica greco-romana.
- Características: O Renascimento tem como características: criação, originalidade, novos ideais, renovação artística e intelectual.
- Retorno à cultura greco-romana: Antigos valores são reaproveitados.
- Racionalismo: O uso da razão, mais do que dos sentimentos.
- Hedonismo: Os prazeres de viver a vida no dia-a-dia foram valorizados.
- Neoplatonismo: Alguns valores da Igreja foram criticados e abandonados.

Chamamos de humanismo o movimento literário e cultural que fez reviver os estudos da literatura clássica grega e romana, indispensáveis para a formação do homem e para levá-lo a viver com sabedoria e harmonia em sociedade.
O interesse dos humanistas era fazer reviver e valorizar diferentes culturas, enfatizando o homem, a ponto desse movimento ser chamado de antropocentrismo, colocando o homem como centro dos interesses e atenções.
Os humanistas desprezaram alguns valores cristãos, embora fossem cristãos, e apenas desejavam dar uma nova interpretação às mensagens do Evangelho.
Os humanistas queriam a todo custo criar uma nova cultura: introduziram métodos críticos na leitura e interpretação de fontes, reconstruindo textos originais, eliminando deformações e omissões dos copistas medievais.
Muitas universidades foram fundadas, porém o ensino era ainda medíocre. Muitos príncipes, nobres e humanistas reuniram importantes obras manuscritas da Antiguidade, a preço de ouro, e juntos começam a formar grandes bibliotecas. Surgiram, também, associações culturais chamadas academias.

### Renascimento literário
O papa Nicolau (1447-1455) reuniu no seu palácio mais de 5 mil manuscritos, que mais tarde viriam a formar a biblioteca do Vaticano, hoje uma das mais ricas do mundo.
A invenção da imprensa, em 1450, pelo alemão Johannes Gutenberg, foi responsável pela impressão da Bíblia e, daí por diante, surgiram muitos livros, facilitando o conta(c)to dos leitores com a cultura. Nesse meio tempo, os artistas italianos se entusiasmaram pela arte greco-romana e tentaram fazê-la reviver.
Grandes humanistas apareceram em toda a Europa e deram força ao movimento literário.

#### Itália
- Dante Alighieri (1265-1321), escritor italiano. Participou da vida política da cidade de Florença, mas por motivos políticos foi exilado. Escreveu Divina Comédia, que já foi traduzida em 50 idiomas. É uma das maiores obras da literatura universal. Na Divina Comédia, Dante Alighieri descreve uma viagem ao além, narrando o inferno, o paraíso e o purgatório.
- Francesco Petrarca (1304-1374), italiano, considerado o pai do humanismo. Estudou Direito na Universidade de Bolonha. Suas principais obras são Canzonieri, coletânea de poesias líricas, Epístolas (escritas em latim), A vida solitária e outras.
- Giovanni Boccaccio (1313-1375) nasceu em Paris e morreu na Itália. Sua grande obra é Decameron. Satiriza os costumes da sociedade de seu tempo.
- Nicolau Maquiavel (1469-1527), escritor e político italiano. Sua grande obra é O Príncipe; nela ele expõe sua doutrina política, conhecida pelo nome de maquiavelismo. Para ele, a arte de governar está na astúcia e na força; o chefe de Estado deve ser um "senhor absoluto" e utilizar todos os recursos e meios para atingir seus objetivos políticos.

#### França
- François Rabelais (1494-1553), autor que pretendeu satirizar os costumes educacionais da época. Sua obra-prima, Gargântua e Pantagruel, é uma narrativa baseada em lendas populares francesas e nela Rabelais satiriza os costumes da época.
- Michel Montaigne (1533-1592), escritor francês. Estudou Direito e sua principal obra é Ensaios. Nela, ele comenta e analisa o comportamento, as reações do homem e os problemas do seu tempo, tomando por base suas próprias experiências.

#### Inglaterra
- Thomas Morus (1478-1535), estadista e religioso inglês. Foi político e homem de moral admirável. Sua obra-prima é Utopia. Com essa obra ele ficou conhecido em toda a Europa. É um romance político e social, no qual ele aconselha os homens a seguirem o Estado. O Estado é o bem comum e dele virá proteção e segurança para todos.
- William Shakespeare (1564-1616), teatrólogo e poeta inglês, autor de mais de 40 peças, 154 sonetos e 2 poemas. Dentre as peças, destacamos: Romeu e Julieta, O mercador de Veneza, Sonhos de uma noite de verão, Macbeth, Rei Lear.

#### Espanha
- Miguel de Cervantes (1547-1616). Sua obra-prima é Dom Quixote de La Mancha. Ela narra as desventuras de um cavaleiro arruinado, Dom Quixote, representando o sonho e a aventura, e Sancho Pança, seu fiel escudeiro, na sua simplicidade de homem do campo.
- Dom Quixote é um livro que vai da dor ao prazer, do ridículo ao grandioso. É uma sátira à cavalaria medieval.
- Lope de Vega (1562-1635), grande teatrólogo espanhol. Escreveu cerca de 1 500 peças.

#### Portugal
- Luís de Camões (1524-1580), filho de fidalgos. Viajou para as Índias, onde ficou muitos anos a serviço do rei de Portugal.
 Sua grande obra é Os Lusíadas, publicada em 1572, dedicada ao rei Dom Sebastião. Deixou muitos sonetos e poemas líricos, além de algumas peças de teatro. Camões morreu mendigando para sobreviver, pobre e esquecido.
- Gil Vicente (1470-1536), fundador do teatro nacional português. Foram várias as suas obras, como Auto da fúria, Auto da alma, Quem tem farelos?, Auto da Barca do Inferno, Farsa de Inês Pereira e tantas outras.

#### Holanda
- Erasmo de Roterdão (1466-1536), professor de grego e de Teologia na Universidade de Oxford. O pensamento de Erasmo se caracteriza por um enorme desprezo pelas lutas de religião. Sua principal obra é Elogio da loucura. Nessa obra ele satiriza a igreja católica e a sociedade de sua época. É considerado o pai do humanismo moderno.

### Renascimento artístico
A principal característica da pintura renascentista é a libertação. Os homens do Renascimento se sentiam o centro do Universo, expondo sua própria personalidade ao mundo que os circundava, procurando leis de equilíbrio e de harmonia para imitá-la na vida e na arte.
A renovação do humanismo e do Renascimento transforma convenções, ideias, ambientes e cria a base cultural que se irá manifestar na Idade Moderna.

#### Itália
- Brunelleschi (1377-1446), escultor e arquiteto italiano. Além de erguer a Catedral de Milão, trabalhou também na Igreja de São Lourenço, no Palácio Pitti e na cúpula da Catedral de São Pedro, no Vaticano.
 Foi ele quem descobriu as leis da perspetiva central, sendo esse um dos fatores que ajudaram no desenvolvimento da arte italiana renascentista.
- Leonardo da Vinci (1452-1519), italiano. Foi um famoso pintor, escultor, arquiteto, matemático, cientista, músico e inventor. Famosos são seus estudos sobre plantas, pássaros e anatomia do corpo humano, mesmo porque a Bíblia ensina que o homem foi criado à semelhança de Deus; por isso, para ele, as proporções humanas serviriam de modelo aos artistas.
 Leonardo foi um gênio e um grande inventor: inventou a tecelagem mecânica, a força motriz do vapor, o paraquedas e técnicas para aviação.
 Na pintura, introduziu o esfumaçado na coloração. Delicado e gradual, ele partiu do claro ao escuro, da luz à sombra, como podemos observar nos retratos de Gioconda, da Virgem das Rocas e da Anunciação. Suas obras mais famosas são Santa Ceia e Gioconda (ou Mona Lisa).
 Leonardo da Vinci não entendia a arte separada da ciência. A arte deve ter clareza, retratar as coisas belas da natureza e também revelar a mais intima e secreta das leis da ciência. Foi considerado uma das principais figuras da Renascença.
- Ghirlandaio, nascido Domenico de Tomaso Bigordi (1449-1494), pintor italiano, Suas obras mais importantes são a Vida da Virgem, pintada na Capela Tornabuoni da Igreja de Santa Maria Novella, e a Vida de São Francisco, pintada na Igreja da Santa Trindade, ambas em Florença, Itália.

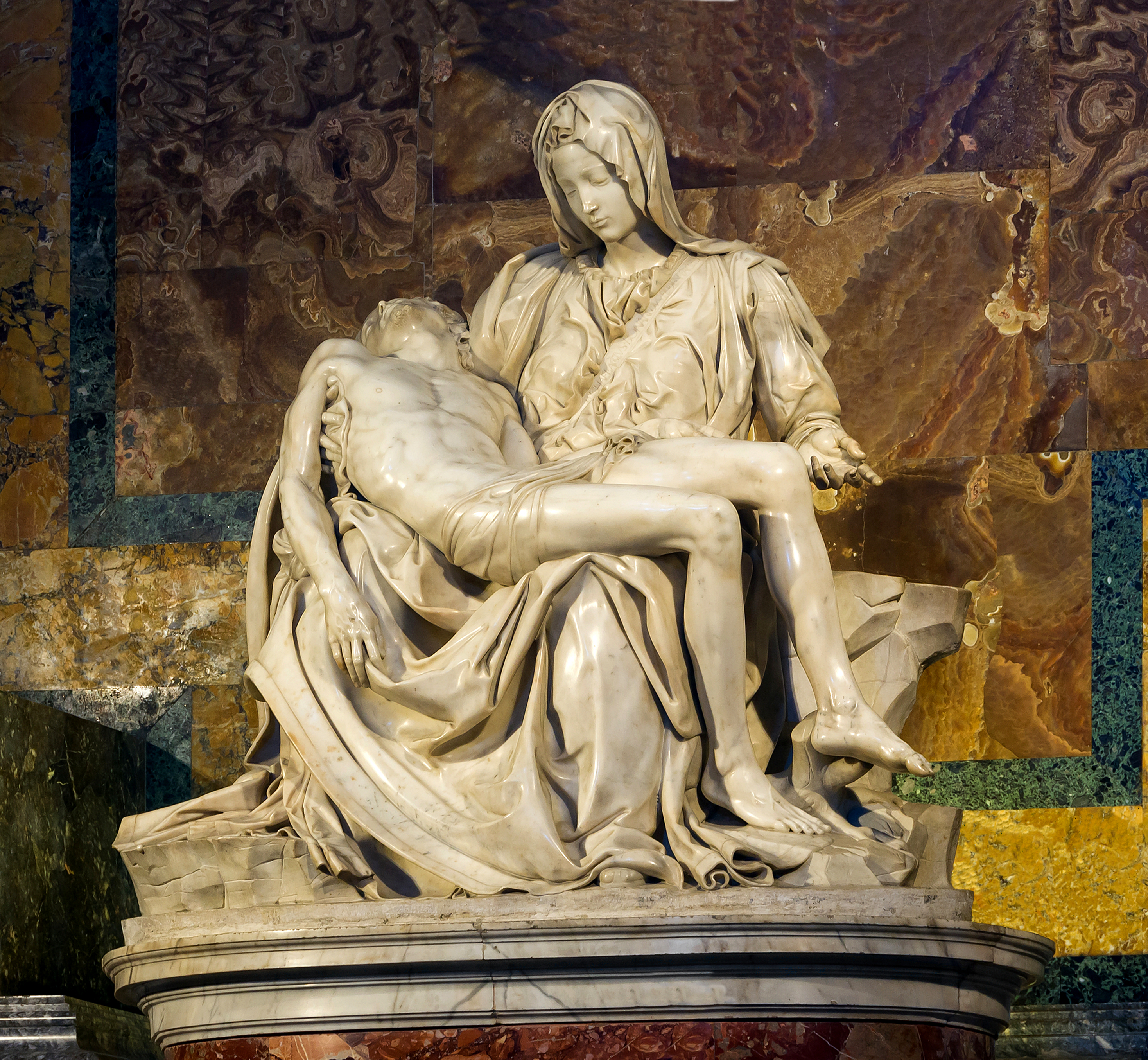
Pietà, uma das esculturas criadas pelo escultor e pintor Michelangelo Buonarroti.

- Pietà, uma das esculturas criadas pelo escultor e pintor Michelangelo Buonarroti.Michelangelo Buonarroti (1475-1564), pintor, escultor, arquiteto e poeta italiano.
 Estudou pintura com Ghirlandaio e escultura com Bertoldo. Foi um protegido de Lourenço, o Magnífico.
 Esteve em sua arte constantemente preso ao pensamento da corrupção do mundo e da redenção do homem, por isso quase todas as suas obras exprimem tormento interior, sofrimento e trabalho.
 A sua grandeza como pintor se faz presente nesta obra, pintada na Capela Sistina, contando a história do Gênesis e em torno do Juízo Final, obra máxima da arte religiosa no Renascimento.
 Como escultor, o destaque fica para as suas estátuas Pietà, David e Moisés.
 Na arquitetura, foi o criador da cúpula da Igreja de São Pedro.
 Na poesia, deixou um livro denominado Rimas.
- Rafael Sanzio (1483-1520), pintor italiano. Sua arte girou em torno de várias madonas com meninos. Este estilo o acompanhou por toda a sua trajetória artística.
 Rafael e muitos outros artistas renascentistas tiveram o fundamento religioso nas suas obras.
 Ele foi autor de várias obras e muitos (a)frescos pintados em vários quartos do Vaticano.
- Tiziano Vercelli (1490-1576), pintor italiano.
 Em 1516, foi nomeado pintor oficial da corte veneziana e, em 1548, foi nomeado conde palatino por Carlos V.
 Suas obras mais importantes são: Retrato equestre de Carlos V, Adão e Eva, São João Batista no deserto e tantas outras.
- Donatello, nascido Donato di Betto Bardi (1386-1466), escultor italiano, considerado o iniciador do realismo na escultura. Fez inúmeros trabalhos, encontrando-se os mais importantes em Florença, Pádua, Siena. Esculpiu bustos, madonas e cenas do Evangelho.
- Sandro Botticelli (1444-1510), pintor italiano. Decorou a Capela Sistina, onde pintou as 24 figuras dos profetas, Cristo, atentado pelo demônio, o inferno dantesco. Pintou cenas mitológicas, sendo famosas as obras: O nascimento de Vênus e Alegoria da Primavera.

#### Bélgica
- Rubens, nascido Peter Paul Rubens (1577), o maior dos pintores flamengos. Demonstra euforia da vida, as formas são livres, as pinturas femininas (as mulheres) são pesadas e as pinturas masculinas (os homens) são sólidas, bem constituídas.
 Principais telas: Rapto das filhas de Leucipo, Rapto de Europa, Coração de Maria de Médicis e outras.

#### Espanha
- Diego Velázquez (1599-1660), grande pintor espanhol. Autor de As meninas, Os bêbados, Esopo e tantos outros trabalhos.
- Miguel Servet (1511-1553), médico espanhol. Dirigiu seus trabalhos em torno da circulação pulmonar.

#### França
- Pierre Lescot (1515-1578), arquiteto francês. Foi o construtor da fachada ocidental do pátio do Louvre (Paris).

#### Alemanha
- Albert Dürer (1471-1528), pintor alemão, autor de Adoração dos magos.

### Renascimento científico

#### Polônia
- Nicolau Copérnico (1473-1543), polonês. Seu trabalho girou em torno da revolução da órbita celeste. Ele contestava que a Terra fosse o centro do Universo e dava a ideia da teoria heliocêntrica.
 Segundo Copérnico, o mundo material não possuía centro. Dessa forma, ele mostrou aos homens que as mesmas leis que regiam os fenômenos da Terra podiam ser aplicadas ao Universo.
 Copérnico colocou o Sol, e não a Terra, como centro do Universo. Essa teoria se chamou heliocentrismo.

#### Inglaterra
- Isaac Newton (1642-1727), matemático e físico inglês.
 Descobriu as leis da gravitação universal. O número de pesquisas e descobertas de Newton é muito grande.
 Aperfeiçoou estudos sobre matemática. Esboçou ideias da ciência natural, ao definir os conceitos de massa, causa, força, inércia, espaço, tempo e movimento.
 Descobriu as leis que regem o fenômeno das marés, aperfeiçoou a fabricação de lentes e espelhos. Trabalhou na decomposição da luz, criando o disco de Newton.
- William Harvey (1578-1657), médico inglês. Ficou famoso pelos trabalhos de circulação sanguínea.

#### Itália
- Galileu Galilei (1564-1642), italiano. Foi um grande pesquisador nas áreas de matemática, física, astronomia. Para ele, os corpos celestes deviam ser estudados e a Via-Láctea não dependia do nosso Sistema Solar. Estudou a aceleração nas quedas dos corpos e anunciou o princípio da inércia.

#### França
- Ambroise Paré (1509-1590), francês. Fez notáveis trabalhos na medicina, em torno da cirurgia, e eles se tornaram importantes nos progressos médicos.
 Seus grandes trabalhos foram em torno de fazer estancar hemorragias e ligação de artérias.
- René Descartes (1595-1650), francês, filósofo, matemático, físico e astrônomo. Estudou com os jesuítas e saiu da França, ingressando como voluntário no exército de Maurício de Nassau.
 Como filósofo, Descartes é chamado o pai do racionalismo.
 Criou a geometria analítica e fez descobertas na física, escrevendo o tratado sobre a luz.
 No campo da filosofia, escreveu vários livros, como Discurso do método, Meditações metafísicas.

#### Bélgica
- Andreas Vesalius (1514-1564), médico belga, nascido em Bruxelas. É considerado, dentro da medicina, o pai da anatomia moderna.

#### Alemanha
- Johannes Kepler (1571-1630), astrônomo e cientista alemão. Estudou as leis dos movimentos dos planetas e conseguiu apresentar teorias sobre o planeta Marte. Suas leis são famosas dentro da física.

### Conclusão
O Renascimento foi um fenômeno histórico que fez reviver valores, criar outros novos e trouxe o despertar de novos momentos na literatura, na arte e na ciência.
A sociedade da época aproveitou muito da cultura renascentista, que até hoje chega para nós. Foi o Renascimento, sem dúvida, o alvorecer da Idade Moderna.

## Reforma e Contra-Reforma
A Reforma foi um movimento que surgiu dentro da Igreja Católica como resposta às dúvidas dos fiéis e às discussões religiosas. As ideias renascentistas valorizaram o homem e suas realizações, a expansão comercial permitiu o confronto de valores e culturas diversas e provocou um "repensar" crítico do mundo, até então dominado pelo clero romano. As alterações político-econômicas da época exigiam uma reformulação na estrutura social, mas a Igreja retardou sua ação, permitindo o aparecimento da crise nas ideias católicas.
No plano político, a autoridade papal (supranacional) interferia no poder do rei. A obrigatoriedade do consentimento do papa na administração dos soberanos ia enfraquecendo o poder deles sobre o Estado. A teoria do Estado independente de Maquiavel começava a frutificar.
No plano econômico, a Igreja continuava proibindo a usura (juros altos) e pregando a venda das mercadorias por um preço justo. Essa teoria era incompatível com o enriquecimento e a ascensão da burguesia comercial. Os negociantes queriam liberdade de preços para garantir a expansão de seus negócios e aumentar seus lucros.
Os camponeses, sem esperanças dentro de suas vidas miseráveis, queriam livrar-se das taxas impostas pelos grandes senhores e também do dízimo obrigatório cobrado pela Igreja.
Essa insatisfação era alimentada pela corrupção que se verificava nas ordens clericais. Como representantes de Deus, investidos de poder supremo sobre os homens, suas preocupações se restringiam à política, à guerra e às artes, ignorando a necessidade das almas que lhes cabia conduzir. A riqueza e o conforto em que viviam desagradava aos fiéis, que desejavam uma religião mais próxima dos ensinamentos e exemplos de Cristo.

### Precursores
A decadência moral dos sacerdotes favoreceu o aparecimento de numerosas seitas, que contestavam alguns dogmas católicos e propunham uma vida de desapego aos bens materiais. Entre estes, destacaram-se os valdenses (seguidores de Pedro Valdo) e os albigenses (da cidade francesa de Albi), que pregavam maior fraternidade entre os homens, uma vida mais humilde, com a divisão dos bens entre os membros de suas comunidades. Essas atitudes foram consideradas "heresias" e a Igreja, através dos tribunais da Inquisição, perseguiu e matou aqueles que se obstinavam em seguir essas seitas.
Outros pregadores, como o inglês John Wycliffe (professor em Oxford) e o estudante tcheco John Huss, condenaram o poderio da Igreja, propuseram a secularização de seus bens e o acesso dos fiéis às escrituras. A morte de John Huss e do monge florentino Savonarola, líder político que criticou o humanismo renascentista e a corrupção do papa Alexandre VI, aumentou o conflito que se instalava entre os poderes dominantes na época.
Outro fator que desmoralizou a autoridade da Igreja Católica foi a crise do papado, que foi o controle que os reis franceses exerceram sobre o papa durante o século XIV, com a transferência da sede do Vaticano de Roma para Avinhão (França). Os demais países contestaram e a Igreja chegou a possuir dois pontífices: um em Roma e outro na França.

### Razões políticas na Reforma
A Reforma protestante foi iniciada por Martinho Lutero, e foi principalmente impulsionada por razões de interpretação das escrituras, políticas e sociais
- Contestação veemente sobretudo a doutrina de que o perdão de Deus poderia ser adquirido pelo comércio das indulgências. Essa discordância inicial resultou na publicação das famosas 95 Teses de Lutero em 1517, em um contexto de conflito aberto contra o vendedor de indulgências Johann Tetzel, escritos, a pedido do Papa Leão X, e que resultou na excomunhão de Lutero da Igreja Romana e em sua condenação como um fora-da-lei pelo imperador do Sacro Império Romano Germânico.
- os conflitos políticos entre autoridades da Igreja Católica e governantes das monarquias europeias, tais governantes desejavam para si o poder espiritual e religioso da Igreja e do Papa,[8][9] muitas vezes para assegurar o direito divino dos reis;
- Práticas como a usura eram condenadas pela ética católica, assim a burguesia capitalista que desejava altos lucros econômicos sentiram-se mais "confortáveis" se pudessem seguir uma nova ética religiosa, adequada ao espírito capitalista, necessidade que foi atendida pela ética protestante e conceito de Lutero de que a fé sem as obras justifica (Sola fide);[9][8][10][11][12][13]
- Algumas causas econômicas para a aceitação da Reforma foram o desejo da nobreza e dos príncipes de se apossar das riquezas da igreja católica e de se ver livre da tributação papal.[14] Também na Alemanha, a pequena nobreza estava ameaçada de extinção em vista do colapso da economia senhorial. Muitos desses pequenos nobres desejavam às terras da igreja. Somente com a Reforma, estas classes puderam expropriar as terras;[15][16][17]
- Durante a Reforma na Alemanha, autoridades de várias regiões do Sacro Império Romano-Germânico pressionadas pela população e pelos luteranos, expulsavam e mesmo assassinavam sacerdotes católicos das igrejas,[18] substituindo-os por religiosos com formação luterana.[19]

### A Reforma de Martinho Lutero
Era bastante ruim a situação da Alemanha, no século XV. Sem um poder centralizado, dividida entre vários senhores feudais e praticando uma economia agrária, custava a desenvolver-se economicamente. O povo estava esmagado pelos tributos feudais e o dizimo. A Igreja recolhia ali inúmeros impostos e era proprietária de grandes extensões de terras.
A única consolação do povo era a fé. Mas como acreditar numa Igreja que vendia os cargos eclesiásticos a quem pagasse mais e que não escondia os filhos ilegítimos dos "celibatários" sacerdotes? E, pior do que tudo: oferecia o perdão dos pecados através do pagamento de bulas que comprovavam a absolvição do papa (indulgência).
A indignação aumentou quando o monge Tetzel foi à Alemanha para a venda de bulas, no intuito de arrecadar mais dinheiro para a construção da Basílica de São Pedro. Martinho Lutero, monge alemão, criticou os abusos de Tetzel e começou a denunciar publicamente a corrupção da Igreja Romana.
A preocupação de Lutero era com a salvação da alma, mas, perseguido e ameaçado de excomunhão, não recuou e expôs suas ideias na Catedral de Wittenberg (as 95 Teses de Lutero).
Lutero, contrariando a doutrina adotada pela Igreja Romana de que o homem se salva pelas boas obras, adotou as ideias de Santo Agostinho, "O homem se salva pela fé". Propôs uma igreja mais simples, onde o Evangelho fosse discutido pelos fiéis, que teriam a Bíblia traduzida no seu próprio idioma (O próprio Lutero traduziu a Bíblia para o alemão). Também era contrário ao celibato clerical e favorável a que as terras da igreja passassem a pertencer ao Estado.

### Perseguição e massacre de anabatistas
Martinho Lutero era radicalmente contra o corpo doutrinário e o movimento anabatista que originou-se na Reforma, que foi liderado por Thomas Münzer. Münzer inicialmente era adepto de Lutero, porém ao defender juntamente com seu movimento uma sociedade sem diferenças entre ricos e pobres, e sem propriedade privada, este foi fortemente atacado por Lutero, e eles romperam. Lutero argumentou para Münzer que a existência de "senhores e servos era vontade divina", legitimando assim o poder político.
Em 1524 Münzer iniciou uma revolta camponesa comandada pelos anabatistas, que provocou a Guerra dos Camponeses, comandando massas camponesas contra a nobreza imperial. Nesse conflito Lutero escreveu aos príncipes contra Munzer, afirmando: "Contras as hordas de camponeses (...), quem puder que bata, mate ou fira, secreta ou abertamente, relembrando que não há nada mais peçonhento, prejudicial e demoníaco que um rebelde".
Após a derrota dos Camponeses na guerra, os anabatistas continuaram sendo perseguidos e executados em países protestantes, por exemplo, a Holanda e Frísia, que massacraram aproximadamente 30.000 anabatistas nos dez anos que se seguiram a 1535.

#### Controvérsia com Filipe de Hesse

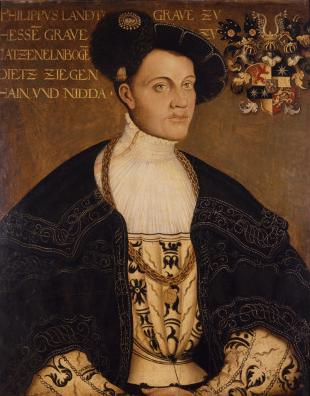
Filipe I de Hesse, cuja bigamia provocou grande escândalo e prejudicou a imagem de Lutero e os reformadores alemães, que aconselharam Filipe a se casar secretamente e negar o caso quando viesse a público. Pintura de Filipe I no Museu de Wartburg.

Em  dezembro de 1539, Filipe I de Hesse, que já era casado, queria se casar novamente com uma das damas-de-espera de sua esposa e assim, praticar a bigamia. Filipe solicitou a aprovação dos principais reformadores alemães; Lutero, Melanchthon e Bucer, e se justificou citando como precedente a poligamia dos patriarcas. Lutero e os demais teólogos não tomaram uma decisão geral, e informaram a Filipe que, se ele de fato, estava determinado, deveria se casar secretamente e manter silêncio sobre o assunto.
Como resultado, em 4 de março de 1540, Filipe casou com uma segunda esposa, Margarethe von der Saal, com Melanchthon e Bucer entre as testemunhas. No entanto, Felipe não conseguiu manter em segredo o casamento, e ele ameaçou tornar público o conselho de Lutero. Lutero disse-lhe para "dizer uma boa e grossa mentira" e negar o casamento completamente, o que Filipe fez durante a controvérsia pública subsequente. Na opinião do biógrafo de Lutero, Martin Brecht, "dar conselhos confessionais para Filipe de Hesse foi um dos piores erros que Lutero cometeu, e (...) a história considera Lutero como principal responsável". Brecht defende que o erro de Lutero não era seus conselhos pastorais particulares, mas que ele calculou mal as consequências políticas.. O caso causou danos duradouros à reputação de Lutero.

### Revoltas sociais
A doutrina luterana provocou uma divisão entre os nobres alemães, muitos deles ansiosos por se apoderar dos bens do clero, para aumentar seus domínios. O apoio desses nobres foi decisivo para que as ideias de Lutero prosperassem. Reunidos pelo imperador Carlos V (do Sacro Império Romano-Germânico) para que voltassem a fé católica, muitos nobres protestaram (daí o nome protestantes dado àqueles que aderiram à nova religião). Sem conseguir um acordo, o rei deu consentimento para que cada nobre escolhesse livremente sua religião. Os camponeses eram obrigados a adotar a religião de seu senhor.
Os pequenos nobres, animados com a perspetiva de mudanças e melhor divisão de riquezas, disputaram com os grandes senhores as terras anteriormente pertencentes a Igreja. Essa revolta dos pequenos cavaleiros foi rapidamente vencida pelos príncipes.
Ao mesmo tempo, surgiram líderes entre os camponeses. Baseados nas escrituras, queriam o fim dos privilégios feudais, o não pagamento de taxas consideradas abusivas e um tratamento digno. Os camponeses afirmavam que essa nova ordem era agradável e compatível com a justiça divina. As revoltas camponesas foram duramente criticadas por Lutero, que autorizou os nobres a combatê-las com rigor e violência, pois "não há nada mais daninho que um homem revoltado…".
Essa defesa dos interesses feudais fez com que o luteranismo fosse a religião dos grandes senhores, que passaram a ser os líderes espirituais da nova Igreja. A doutrina luterana espalhou-se pela Alemanha, Suécia, Noruega e Dinamarca.

### Calvinismo
As ideias protestantes foram adotadas também na Suíça. Em Genebra, com a pregação de João Calvino, o protestantismo sofreu uma reformulação e maior radicalização.
Calvino desenvolveu a teoria da predestinação: Deus escolhe os eleitos segundo seu critério, para nós desconhecido, mas justo e infalível, ou seja, o homem nasce salvo ou não, e ocupar um alto posto ou enriquecer pelo trabalho eram sinais da escolha divina.
Para a cidade de Genebra, com um comércio desenvolvido e uma poderosa burguesia, essa doutrina significava o reconhecimento da riqueza e do trabalho dos negociantes como situação abençoada aos olhos de Deus.
Calvino tornou-se um autêntico líder político e estabeleceu, de maneira rígida, as regras a serem seguidas pelos calvinistas:
- estudo e discussão do Evangelho;
- igrejas sem ornamentos, como vitrais, música, imagens, pois estes atrapalhavam a concentração dos fiéis;
- obrigação de levar uma vida de trabalho e austeridade, com a proibição de jogos de azar, cartas, bailes e teatros.

Em resumo: a conduta calvinista estimulava a poupança e reduzia os gastos desnecessários. Essa teoria estava de acordo com a filosofia de vida dos burgueses que, enfim, possuíam uma religião que os valorizava.

#### Predestinação e Calvinismo
A peça fundamental da doutrina de João Calvino é a predestinação, atualmente considerada controversa por muitos setores da sociedade e grupos religiosos.
Calvino creditava todo o centro da história, bem como de sua teologia à ideia da Soberania de Deus. De forma que este havia planejado, por meio de Decretos Eternos, o destino final de cada ser humano. E por consequência o ser humano estava predestinado desde antes de seu nascimento ao céu ou o inferno. Segundo sua crença, alguns (dentre toda humanidade já caída e destinada ao inferno) foram eleitos por Deus para serem salvos, isto é, para serem iluminados pelo Espírito Santo que os levariam a um genuíno arrependimento de seus pecados e serem, desta forma, salvos pela Graça Divina, ao passo que outros foram eleitos a permanecer como estavam: perdidos em seus pecados e não arrependidos, herdando consequentemente à justa maldição eterna - recompensa direta do pecado - independentemente dos atos que estas pessoas cometassem em vida. Calvino, como todos os demais protestantes em suas diversas formulações soterológicas afirmava que a salvação não se dá pelas obras e sim pela Graça divina. Calvino considerava também o trabalho e a prosperidade financeira um sinal das bênçãos de Deus, legitimando o lucro. Assim o calvinismo ganhou popularidade e força entre os burgueses.

### Calvino e Genebra

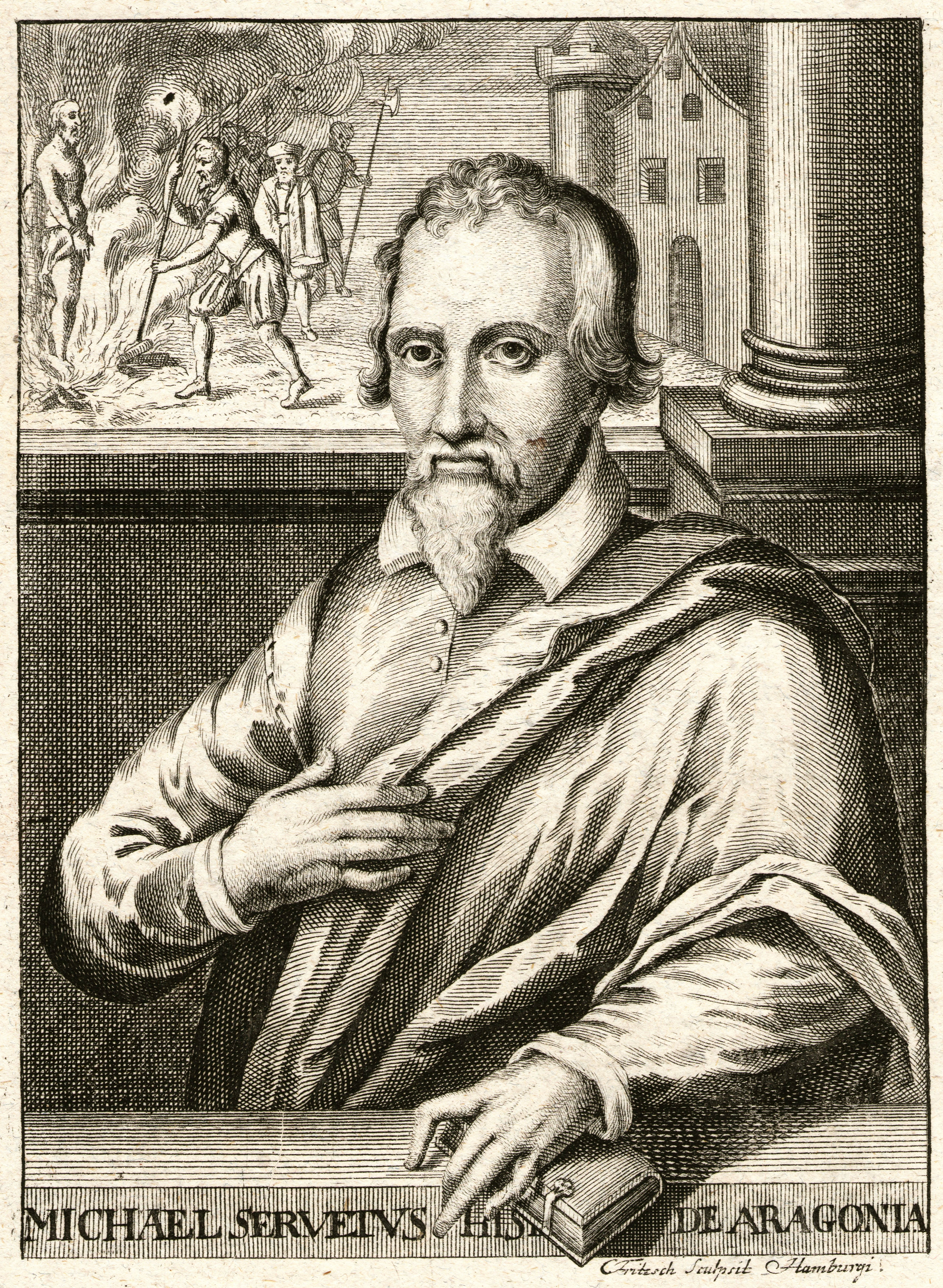
Miguel Servet, cientista e reformador protestante, sentenciado à morte a fogueira por suas ideias teológicas pelo Conselho de Genebra presidido por João Calvino.

João Calvino, juntamente com seus seguidores, instalaria em Genebra um governo de caráter teocrático, e quem descumprisse as normas e doutrinas oficiais do estado era punido. Centenas de pessoas seriam sentenciadas à morte. O caso mais famoso é o do cientista e reformador Miguel Servet, primeiro a descrever a circulação pulmonar, condenado a morrer na fogueira por suas ideias teológicas pelo Conselho de Genebra presidido por Calvino, que havia inclusive consultado outros reformadores sobre o assunto, como os seguidores de Martinho Lutero, que concordaram universalmente com sua execução. Servert, por exemplo defendia o Antitrinitarismo (motivo pelo qual foi condenado em países católicos e protestantes.) Após o ocorrido Calvino escreveu:
Quem sustenta que é errado punir hereges e blasfemadores, pois nos tornamos cúmplices de seus crimes (…). Não se trata aqui da autoridade do homem, é Deus que fala (…). Portanto se Ele exigir de nós algo de tão extrema gravidade, para que mostremos que lhe pagamos a honra devida, estabelecendo o seu serviço acima de toda consideração humana, que não poupamos parentes, nem de qualquer sangue, e esquecemos toda a humanidade, quando o assunto é o combate pela Sua glória.

### Destruição de patrimônio artístico e cultural na Holanda
Durante a Reforma nos Países Baixos iniciada em 1560, a partir de agosto de 1566, uma multidão de calvinistas invadiu a Igreja de Hondschoote na Flandres (atualmente norte da França) com a finalidade de destruir imagens, ícones, esculturas e obras de arte católicas. Esse incidente provocou outros semelhantes nas províncias do norte e sul, conhecido como "Beeldenstorm", em que calvinistas invadiram igrejas e outros edifícios católicos, para destruir estátuas e imagens de santos em toda a Holanda, o que provocou uma enorme perda de patrimônio histórico e cultural daquela época.

### Reforma Inglesa
A Reforma Inglesa foi promovida pelas necessidades políticas de Henrique VIII. Sendo este casado com Catarina de Aragão, que não lhe havia dado filho homem, Henrique solicitou ao papa Clemente VII a anulação do casamento. Perante a recusa do Papa, por razões pessoais Henrique fez-se proclamar, em 1531, chefe absoluto da igreja inglesa. O "Ato de Supremacia", votado no Parlamento em novembro de 1534, colocou Henrique e os seus sucessores na liderança da igreja. Os súditos deveriam submeter-se ou então seriam excomungados, perseguidos e executados, tribunais religiosos foram instaurados e católicos foram obrigados à assistir cultos protestantes, muitos importantes opositores foram mortos, tais como Thomas More, o bispo John Fischer, bem como sacerdotes, frades franciscanos e monges cartuchos.
Quando Henrique foi sucedido pelo seu filho Eduardo VI em 1547, implantou o calvinismo como doutrina oficial da Igreja Anglicana, doutrina religiosa mais conveniente à nova nobreza e burguesia.
Os católicos também tiveram diversos direitos institucionais negados no Reino Unido, do século XVI até o final do século XIX, um deles, foi o direito de possuir armas de fogo, considerado um dever para protestantes, e terminantemente proibido para católicos. Quando em 1780, o Parlamento inglês tentou outorgar o mesmo direito aos católicos, 120.000 protestantes assinaram uma petição contrária a decisão, e depois provocaram uma revolta em Londres, que resultou na morte de centenas de católicos e incêndio e saque de capelas e casas católicas.

### Outras consequências
A partir dela surgiram novas igrejas protestantes: huguenotes (França), reformistas (Países Baixos), presbiterianos (Escócia) e puritanos (Inglaterra).
Essas igrejas aboliram a obrigatoriedade do latim nos ofícios religiosos, desconsideraram a autoridade papal, adotaram como válidos apenas dois sacramentos: o batismo e a eucaristia, acabaram com o celibato para os sacerdotes e permitiram a livre interpretação da Bíblia, aumentando a participação dos fiéis no culto (reuniões de oração e leitura). Criaram uma religião mais individual, em que os santos e os padres passaram a ser dispensáveis.

### Tribunais religiosos e Caça as Bruxas
Tribunais religiosos e a caça às bruxas, bem como outros métodos de combate à heresia foram perpetradas tanto pela Igreja Católica quanto pelas Igrejas Protestantes (como a Igreja Anglicana,, Igreja Luterana Igreja Calvinista e Igreja Presbiteriana). Por exemplo, a Caça às Bruxas na Nova Inglaterra nos Estados Unidos em 1692 (as Bruxas de Salém) foi financiada por puritanos.

### Censura literária
Com a invenção da máquina tipográfica de Johannes Gutenberg, as Igrejas Protestantes, ao mesmo tempo em que propagavam a bíblia e suas ideias, também tornaram proibidos uma série de livros católicos e outros que contrariavam suas doutrinas. Tais como a Igreja Luterana e a Igreja Anglicana.

### Contra-Reforma
Os movimentos protestantes diminuíram consideravelmente a influência da Igreja Romana em vários países e provocaram a perda de suas terras nesses domínios.
A expansão rápida do protestantismo e a pressão dos católicos para a moralização de sua religião fizeram surgir uma reação para afirmar o credo católico. Esse movimento foi liderado pela ordem dos Capuchinhos, que viviam na austeridade tradicional, e pelo cardeal Ximenes, da Universidade de Salamanca. Mas a Igreja só conseguiu reafirmar-se definitivamente após a promulgação das resoluções do Concílio de Trento (reunido entre 1545 e 1563 na cidade de Trento, na Itália), que estabeleceu:
- Rejeição ao protestantismo.
- Manutenção dos sete sacramentos.
- Obrigatoriedade do uso do latim na missa.
- Manutenção do celibato para sacerdotes.
- Fim da venda de indulgências.
- Restauração dos tribunais da Santa Inquisição para julgamento de atos e ideias contrárias ao pensamento católico.
- Reafirmação da doutrina de Boas Obras: o homem se salva pela fé e pela caridade que pratica.
- Criação da Congregação do Índex, que censurava livros e espetáculos (determinando o que não devia ser lido ou visto pelos católicos).
- Criação da Companhia de Jesus, fundada por Inácio de Loyola. Tinha por lema "lutar por Deus e pela cruz". Os jesuítas, formados dentro de rígida disciplina moral, atuaram decisivamente, combatendo o avanço do protestantismo. Através do ensino e pregação, destacaram-se também na evangelização das civilizações recém-descobertas no continente americano.

A reabilitação moral da Igreja deteve o avanço do protestantismo, mas não impediu a divisão de doutrinas. A partir da Reforma, o mundo não estava mais submetido à supremacia da Igreja Romana.

## Primórdios do absolutismo europeu
Foi na parte política que houve as maiores transformações dos tempos modernos. Se observarmos bem, foi sempre a figura do rei que ficou em destaque em todo o curso da História, desde as velhas monarquias ocidentais e orientais até hoje. O rei sempre foi a autoridade máxima.
Ainda hoje, temos países em que o rei é o governante, como, por exemplo, na Inglaterra e na Suécia, que são sistemas monárquicos modernos, constitucionais.
As causas gerais desse sistema de absolutismo em toda a Europa foram:
- A influência do Direito Romano, que começou a se restaurar no século XII.
- O prestígio da própria tradição feudal, com o rei concentrando todos os poderes.
- A Igreja que, por fim, preferiu associar-se ao poder civil.
- A criação de exércitos permanentes pelos reis, que proibiam guerra entre vassalos, cassando-lhes o direito de formar tropas e cunhar moedas.
- O apoio que a burguesia, oprimida pela nobreza, deu aos reis.
- A decadência da cavalaria feudal.
- A ampliação do domínio real por alianças de famílias ou por conquistas.

Tudo isso levou à centralização monárquica, constituindo-se o novo absolutismo, desta vez esclarecido e progressista, fundado numa ordem política expressa na constituição do Estado moderno e na existência de uma nova entidade coletiva que, a partir de agora, ia formar a nação.
O rei passa a ser senhor absoluto, símbolo nacional. Ele é quem faz as leis, aplica a justiça, cuida das finanças e estabelece hierarquia de funcionários; enfim, ele é a fonte de todos os poderes.

### Felipe II e o domínio espanhol na Europa
No ano de 1556, quando Carlos V decidiu abdicar do trono em favor de seu filho Filipe II, este herdou a coroa da Espanha, o ducado de Milão e o reino de Nápoles, os Países Baixos e as colônias americanas.
Era um domínio imenso para um jovem soberano, que tinha um auto-conceito da própria autoridade real. Ele mostrou, desde os primeiros atos de seu governo, a firme decisão de concentrar em suas mãos o poder.
Filipe II, por trinta anos, reinou nesse vasto império, controlando pessoas e afazeres, até aqueles de menor importância. Tudo isso por um ambicioso programa de reconduzir a unidade do mundo católico sob o domínio da Espanha.
Na parte interna, sufocou revoltas regionais e perseguiu hereges, mouros e hebreus.
Na política externa, empenhou-se em defender a Santa Sé, levantar a bandeira do catolicismo em todos os países que estavam envolvidos em guerras de religião e lutar sem trégua para impedir o avanço dos turcos no mar Mediterrâneo.
Com a morte de Filipe II, no ano de 1598, pode-se constatar que bem pouco dos objetivos políticos por ele implantados durante anos, com profunda obstinação, tiveram efeitos satisfatórios. A Espanha, nessa época, acumulou metais preciosos, sua indústria ficou quase que paralisada e, assim, seus domínios foram ficando arruinados.
A Espanha estava esgotada pelas guerras, as quais foi submetida durante anos. Suas finanças fundamentavam-se na terra, na agricultura e na indústria, em plena decadência.
Enquanto isso, a Holanda e a Inglaterra se tornavam duas grandes potências navais. Nesse mesmo tempo, a França superava a crise de uma guerra civil e implantava suas bases para uma futura supremacia na Europa.

### Formação dos Países Baixos
A Bélgica e a Holanda foram os primeiros Países Baixos a experimentar o peso da política autoritária de Filipe II e também os primeiros a opor forte e tenaz resistência a ele.
As inimizades, que já há tempos punham em choque a rica burguesia flamenga contra os exageros do fiscalismo espanhol, explodiram em uma revolta em 1566, quando Filipe II pretendia introduzir nos Flandres o Tribunal da Inquisição. Nobres, burgueses, populares, calvinistas e católicos se uniram em luta, que assumiu as características de uma guerra de libertação nacional.
No ano de 1579, sob a chefia de Guilherme I, Príncipe de Orange, proclamaram sua independência e se constituíram na República das Sete Províncias Unidas, em 1581, formando a Holanda.
No ano de 1648, a Espanha se decidiu a reconhecer a independência dessa nova República.
A Holanda, em pouco tempo, havia se tornado uma grande potência marítima. Com uma frota de 20 mil embarcações, dominava o oceano e concentrava enorme quantidade de capital em seus bancos, tornando-se o maior centro monetário da Europa.
Porém, as lutas entre a Holanda e a Espanha ainda perduraram até 1648, quando chegou ao fim a Guerra dos Trinta Anos, que envolveu, no início do século XVII, a maioria das nações europeias, por motivos políticos, econômicos e religiosos.
No ano de 1526, com ofensivas fulminantes, os turcos haviam conquistado grande parte da Hungria e chegaram quase às portas de Viena.
Na África, tornaram-se donos da Síria e do Egito e controlavam a Argélia, de onde partiam as frotas de piratas bárbaros para dominar os cristãos e escravizá-los.
Em agosto de 1571, uma frota veneziana caía prisioneira dos turcos otomanos, na ilha de Chipre. Os turcos ameaçavam tomar o Mar Mediterrâneo.
Filipe II havia iniciado uma luta contra eles. As lutas eram sem tréguas, feitas com armas brancas e sempre com represálias sanguinárias.
Foi no ano de 1571 que as potências cristãs resolveram se reunir sob a proteção do papa Pio V, na Liga Santa, e conseguiram defrontar-se com os turcos em uma grande batalha naval, no coração de seus domínios. No dia 5 de outubro de 1571, a frota cristã, composta de 208 navios, sob o comando de João da Áustria (irmão de Filipe II), se confrontou nas águas de Lepanto (na Grécia) com a frota turca, formada de 230 navios. A vitória dos cristãos foi triunfante.
A Batalha de Lepanto foi o maior evento militar do século XVI e pôs fim ao domínio turco no Mediterrâneo, que passou ao domínio espanhol.
Poucos anos depois, Filipe II obteve outro sucesso na política colonial. Em 1580, a dinastia portuguesa entregava, por falta de herdeiros diretos, a coroa de Portugal para a Espanha, e Filipe II ficou governando colônias portuguesas na Índia Oriental e na América do Sul. Foi a época do domínio espanhol no Brasil (1580-1640).
Os domínios espanhóis eram tão vastos que se dizia que neles "o Sol nunca se punha", pois se estendia do Oriente ao Ocidente.

### Lutas político-religiosas na França
A França também sofreu a intervenção política e religiosa de Filipe II.
Esse país, cansado de longas lutas contra Carlos V, era palco de agitações e grandes contrastes sociais. A monarquia, aproveitando-se da crise, queria restabelecer seus privilégios. Nesse clima de aguda tensão, o calvinismo renascia e ganhava força entre os artesãos, entre alguns elementos da pequena burguesia urbana e até das nobres famílias feudais. Porém, entre os camponeses, uma grande massa não aderiu ao calvinismo e continuou fiel ao catolicismo.
Iniciou-se, assim, uma série de intermináveis guerras religiosas, que ameaçavam destruir a unidade política da França. Os católicos encontraram no Duque de Guise um capitão hábil e decidido. Os huguenotes (assim eram chamados os calvinistas franceses) insistiam para que os Bourbons, importante família da França, lutassem a seu lado.
Naturalmente Filipe II apoiou os católicos. Os huguenotes foram apoiados pela anglicana Isabel I da Inglaterra; eles faziam arruaças, invadiam igreja, destruíam imagens e matavam católicos.

Noite de São Bartolomeu, 25 de agosto de 1572.

Por mais de trinta anos (1562-1598), a França foi teatro de uma violenta guerra civil. O episódio mais trágico foi a Noite de São Bartolomeu (24 de agosto de 1572), quando milhares de huguenotes foram a Paris, convidados para o casamento do seu comandante, o capitão Henrique de Bourbon, com Margarida de Valois, irmã do rei Carlos IX.
Os huguenotes, atraídos ao palácio para a festa, foram massacrados enquanto dormiam. Outros milhares foram assassinados em praça pública, por ordem da rainha mãe, Catarina de Médicis. Ela estava convencida de que só liquidando os huguenotes poderia ser restabelecida a paz no reino.
A rainha convenceu seu filho Carlos IX a fechar os olhos diante desse plano de massacre, e Henrique de Guise preparou tudo para realizar o plano.
Na manhã de 24 de agosto de 1572, um domingo, a guarda real tomou posição diante do Louvre. Os calvinistas foram para lá saber do que se tratava, e bastou o primeiro tiro para dar início ao tumulto. A ordem do rei e da rainha era de matar só os chefes calvinistas, mas a população, fanática, juntou-se a eles, e a matança foi geral. Só pela manhã foram mortos mais de 2 mil huguenotes. Parece que o rei e a rainha, assustados com tudo aquilo, quiseram conter o massacre, mas a luta continuou até o dia 26 de agosto.
Foi o mais vergonhoso massacre religioso da história.
Os chefes protestantes que conseguiram salvar-se foram refugiar-se nos subúrbios de Paris.
Após o massacre de São Bartolomeu, católicos e huguenotes fizeram acordos de pouca duração.
Dois partidos surgiram: a Santa Liga do Duque de Guise e a União Protestante de Henrique de Navarra.
Havia entre os nobres franceses, Henrique III (rei da França na época) e o Conde de Guise, divergências religiosas. O rei Henrique III mandou assassinar o Conde de Guise e, em 1589, foi vítima do punhal de um fanático. Como não deixava herdeiros nem descendentes, foi sucedido por Henrique de Navarra, chefe do partido protestante, Rue subiu ao trono com o título de Henrique IV.
Henrique IV assumiu o trono e tornou-se católico, inaugurando a Dinastia dos Bourbons, que governou a França até 1792.
Para pôr fim às lutas religiosas internas, ele concedeu o Édito de Nantes (1598), um documento que concedeu a liberdade religiosa.
Com a paz interna, cresceu o comércio e a indústria na França.
O rei ganhou prestígio e o absolutismo consolidou-se. Ele morreu em 1610, assassinado por um fanático católico.

### A Inglaterra da rainha Isabel I

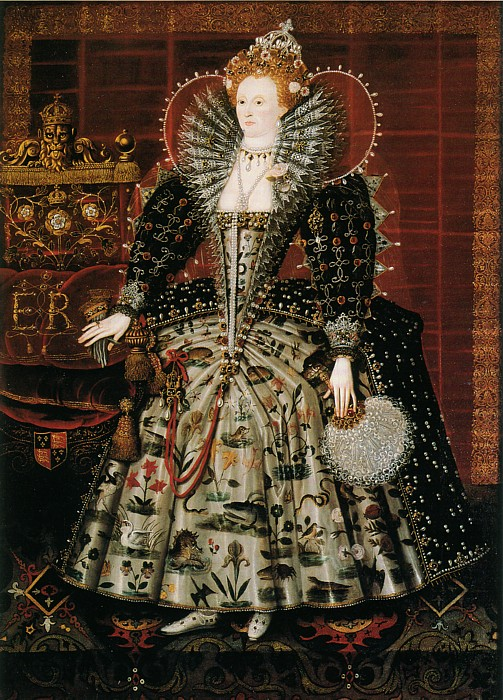
Isabel I.

Isabel I de Inglaterra, a grande adversária de Filipe II de Espanha, subiu ao trono após a morte de sua irmã, Maria, a Católica, que tinha deixado uma triste recordação a seu povo, pela crueldade de seu governo e pela perseguição aos protestantes ingleses.
A jovem rainha Isabel I esforçou-se para assegurar a paz religiosa e preservar seu país do fanatismo religioso que explodia em todo o continente europeu. Sob seu reinado, foi dada continuidade às obras de Henrique VIII.
Nos campos, surgiu uma nova classe de ricos proprietários, que investiam grandes capitais para ajustar a agricultura às novas exigências da indústria. Eles não se contentavam em produzir só para o próprio consumo; queriam produzir também para vender.
Com o grande consumo de lã, as terras e os campos foram usados para pastagem de ovelhas.
A Inglaterra abria novos mercados para os produtos de sua indústria e teve, desta forma, que aumentar a sua frota, formada de navios ligeiros e bem armados, que começaram a fazer a rota atlântica para quebrar o monopólio espanhol na América e dominar o comércio mundial.
Comércio e pirataria caminhavam passo a passo. Surgiram companhias de navegação, que trocavam produtos como a lã inglesa com cereais da Polônia e sedas do Oriente. A pirataria saqueava quem estivesse por perto.
Uma esquadra foi preparada por Filipe II, da Espanha, em 1587, para invadir e conquistar a Inglaterra.
As duas potências estavam em luta desde meados do século XVI, com a pilhagem sistemática de colônias e navios espanhóis por corsários ingleses.
Divergências religiosas separavam a Espanha da Inglaterra. Além dessas divergências, explodiu uma guerra e, desde 1584, as relações diplomáticas entre esses dois países ficaram cortadas.
Para quebrar o poderio inglês, Filipe II montou a Invencível Armada, formada de 135 navios, 2 000 canhões, 10 000 marinheiros e quase 50 000 soldados, sendo que a maior parte, os mais poderosos e maiores navios eram de origem portuguesa. Era comandada pelo Duque de Medina-Sidonia. Em 1588, foi atacada por navios ingleses, antes de penetrar em águas britânicas. Após refugiar-se durante algum tempo em Calais, rumou para a Inglaterra, mas um violento temporal destruiu mais da metade de seus navios, e a esquadra voltou para a Espanha sem combater e quase sem embarcações.
Com isso, a Inglaterra passou à frente da Espanha no poderio marítimo.

## Absolutismo francês
O desejo de ordem e de unidade desenvolvido durante o século XVI levou o povo a aceitar o espírito do absolutismo, no século XVII.
As pessoas julgavam que a concentração de poderes nas mãos de um só homem, o rei, seria o melhor caminho.
As multidões queriam ver no rei a imagem de Deus. O rei, para elas, deveria ser um herói, amante da glória, protetor das letras, mas sem esquecer a predileção pelas armas (visto que a qualidade de conquistador era estimada como a mais nobre e o mais elevado dos títulos por todos os contemporâneos).
A Guerra dos Trinta Anos reforçou enormemente o prestígio internacional da França. O povo vinha reclamando, questionando mudanças políticas.
O absolutismo francês compreendeu desde os reinados de Francisco I, em 1515, até o reinado de Luís XVI, em 1792.
Duas grandes dinastias reinaram na França nesse período: a Dinastia Valois-Orléans-Angoulême e a Dinastia Bourbon.
A Dinastia Valois-Orléans-Angoulême compreendeu os seguintes rei Francisco I, Henrique II, Francisco II, Carlos IX e a regência da rainha mãe Catarina de Médicis e Henrique III.

### Dinastia Bourbon

#### Henrique IV, o Grande

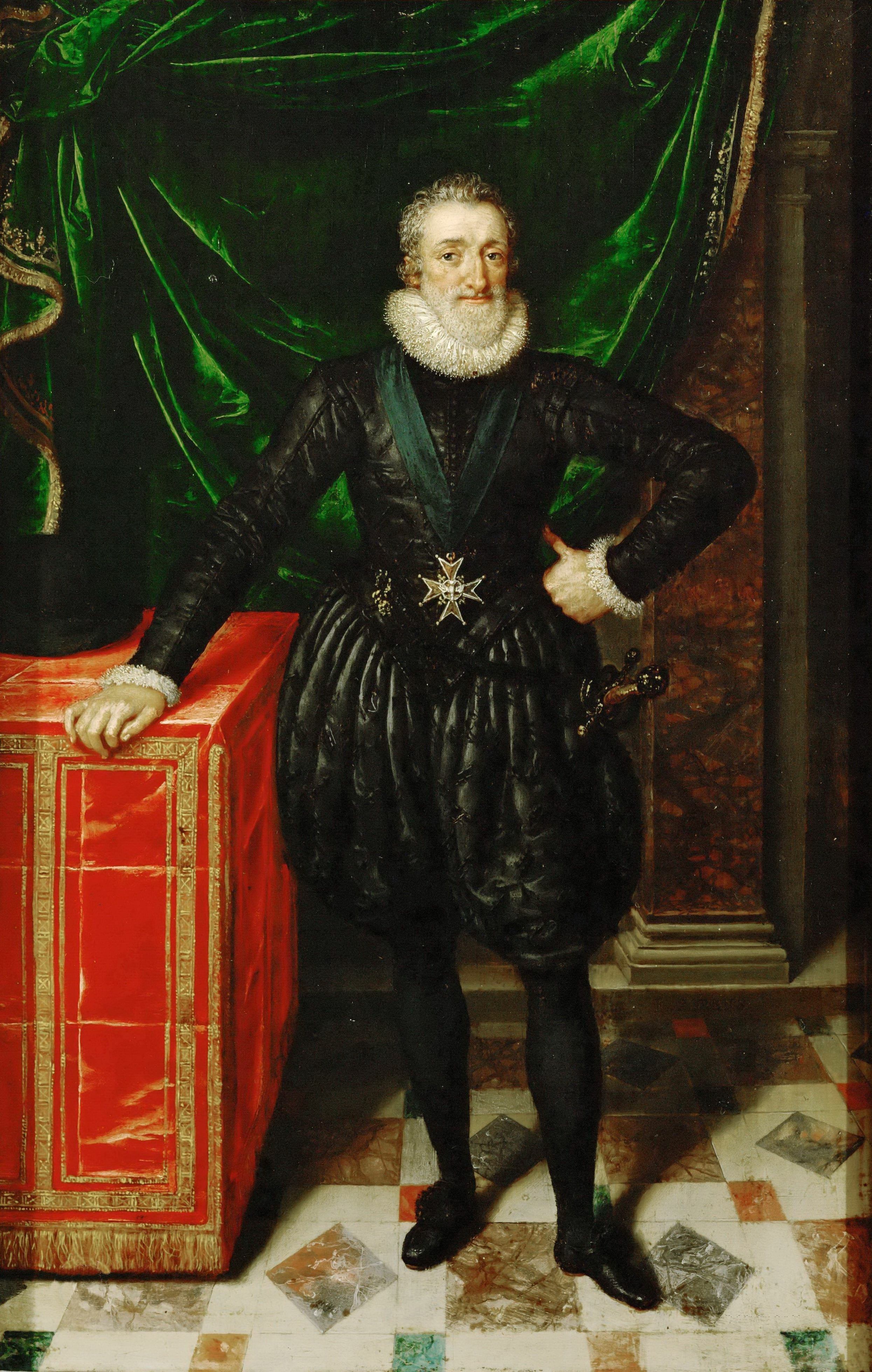
Henrique IV da França, o Grande.

Foi o fundador da Dinastia Bourbon. Em 1572, tornou-se rei de Navarra. Sua família era uma das mais importantes do país. Seu principal momento na vida política foi a assinatura do Édito de Nantes (1598), documento que dava liberdade religiosa para católicos e protestantes.
Foi um rei que mereceu o título de restaurador e libertador do Estado. Morre em 1610, assassinado por um fanático religioso.

#### Luís XIII, o Justo
Filho de Henrique IV, tinha apenas oito anos de idade quando o pai morreu.
A nobreza pensou em assumir o trono mas a rainha mãe Maria de Médicis assumiu a regência em nome do filho até que ele completasse a maioridade.
No ano de 1624 foi nomeado o cardeal Richelieu como primeiro-ministro com o apoio da rainha mãe Maria de Médicis.

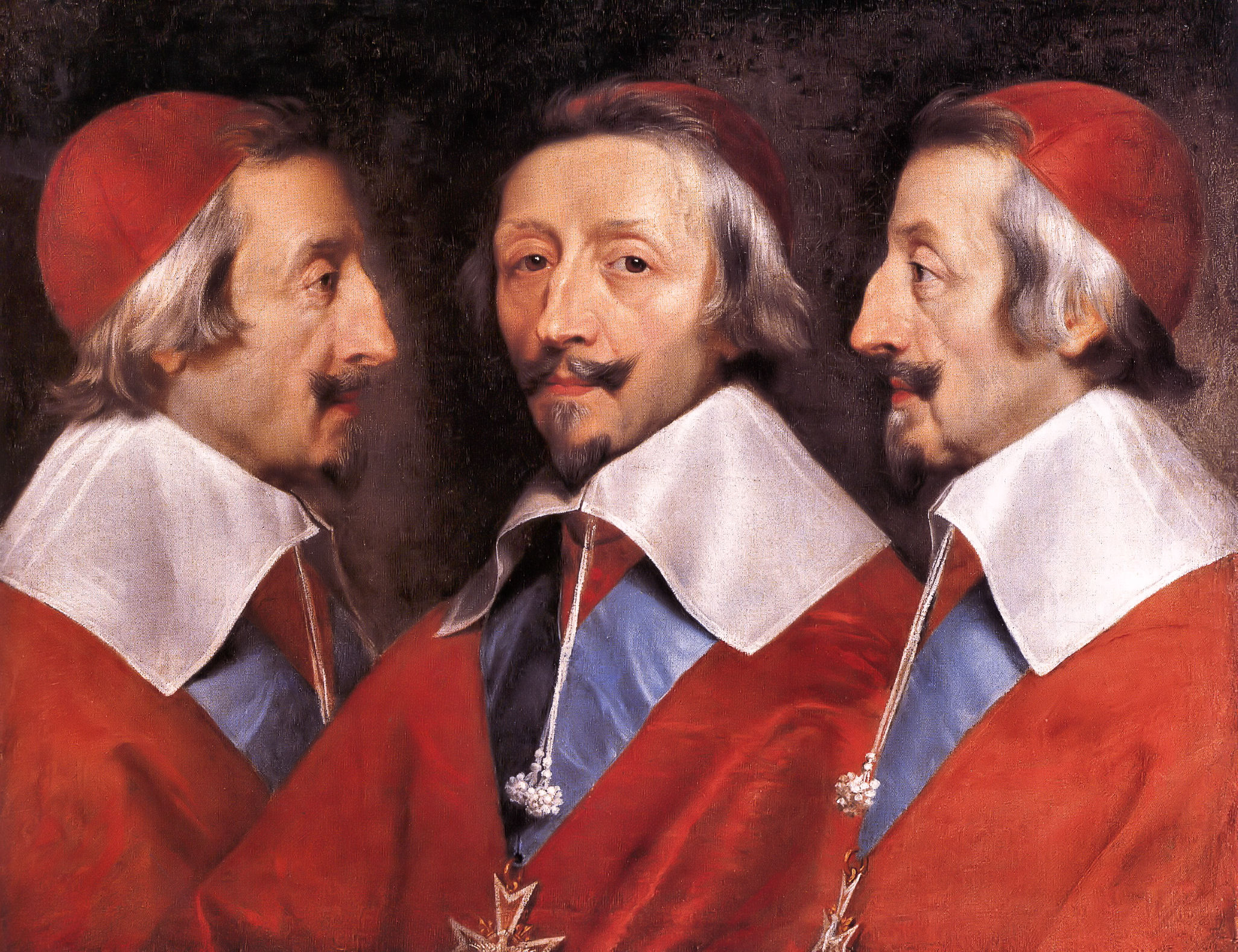
Cardeal Richelieu.

O cardeal Richelieu tinha como nome de batismo Armand-Jean du Plessis. No governo da França, combateu as duas principais forças políticas: a nobreza e os protestantes.
Na política, envolveu a França em várias guerras e não pensou duas vezes quando teve que aliar-se aos protestantes contra a casa dos católicos de Habsburgo, que dominava grande parte da Europa.
Nessa fase, a França participou da Guerra dos Trinta Anos.
A França lutou contra a Áustria e teve alguns sucessos no início, mas depois foi ameaçada pelos espanhóis. A Espanha, aliada à Áustria, procurava conquistar a França.
O cardeal Richelieu reprimia quem não concordasse com sua política.
Foi um lutador incansável pela melhoria dos portos e pela criação de companhias de comércio.
Com a morte do rei Luís XIII e de Richelieu, cabia o direito de governar a Luís XIV, que era ainda uma criança. Assumiu, então, a rainha mãe Ana da Áustria.
Ana da Áustria era esposa de Luís XIII. Eles tiveram um filho, Luís XIV. Com a morte do rei Luís XIII e do cardeal Richelieu, ela resistiu às pretensões da nobreza e nomeou como ministro o cardeal Jules Mazzarino, que ajudou a governar a França até a maioridade de Luís XIV.

#### Luís XIV, o Grande

Luís XIV da França.

Subiu ao trono da França em 1661, depois de anos da regência da rainha mãe Ana da Áustria e da morte do cardeal Mazzarino.
Nesse período, a França esteve no auge do seu esplendor absolutista.
Esse soberano fez por merecer o apelido de Rei-Sol. Ficou célebre por sua frase: L'État c'est moi ("O Estado sou eu").
A sua corte era organizada segundo as regras de um cerimonial complicado, que tinha seu centro na pessoa do rei, que era quase divinizado.
Tudo isso foi feita de maneira a afirmar o poder absolutista de Luís XIV. De fato, para ele, o rei era o único dono do Estado e sua autoridade não devia ser discutida por nenhuma magistratura, ou por seus súditos.
Os aristocratas foram privados por Luís XIV de ocupar cargos administrativos. Os cargos de administração do Estado foram distribuídos diretamente e controlados por ele.
A nobreza foi, portanto, afastada do poder político, mas isso não fez melhorar a condição dos camponeses que trabalhavam em suas terras.
Os nobres não pagavam taxas e continuavam a impor seus tributos e prestações, que vinham da época feudal.
A política do rei, mediante o desenvolvimento das manufaturas e das atividades comerciais, ia favorecendo essencialmente os burgueses, isto é, os grandes empresários (de tecidos, de construção naval) e os comerciantes de grande porte (exportadores e importadores de matérias-primas, de comestíveis, etc.), que eram os únicos capazes de investir grandes capitais.

##### Guerras de expansão
Com Luís XIV, continuou a política de expansão da França.

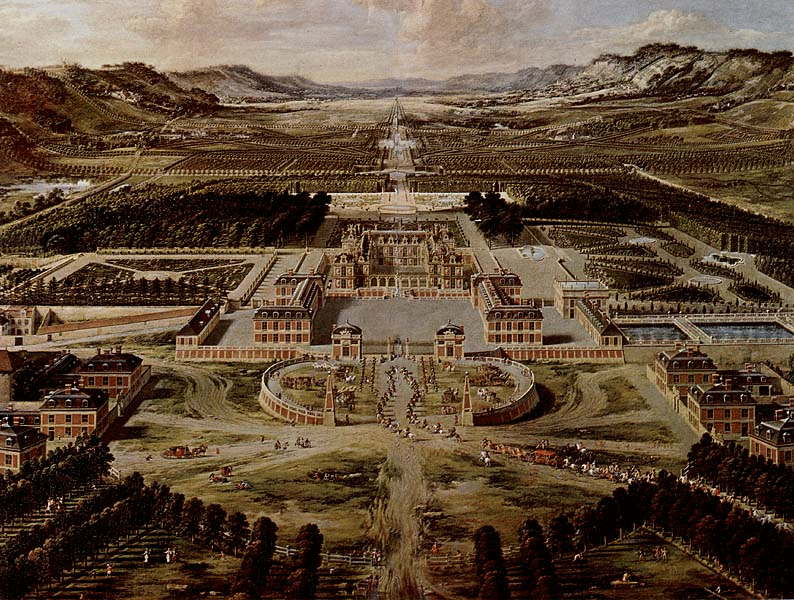
O Palácio de Versalhes como era antigamente.

O invencível exército francês dominava já a Europa depois da vitória contra a Espanha e os Habsburgos.
Profundamente renovado era seu exército, armado de fuzis novíssimos e de baionetas, com uma potente artilharia. O exército francês só foi vencido no mar, durante uma invasão aos Países Baixos (1672-1678), quando romper os diques e alagar o próprio territórios a render-se aos invasores.
Luís XIV perseguiu protestantes, e muitos deles deixaram o país.
Foi ele quem mandou construir o Palácio de Versalhes, onde morou e no qual trabalhavam mais de 4 mil funcionários. Seu exército uniformizado servia o rei e guardava o palácio.
Essa obra, os gastos da corte e o envolvimento da França em guerras político-religiosas arruinaram a economia francesa.

##### Política do Rei Sol
O Conselho de Estado, órgão consultivo, era constituído de pessoas que o rei escolhia, e só ele estabelecia critérios para seus componentes.

##### Colbertismo

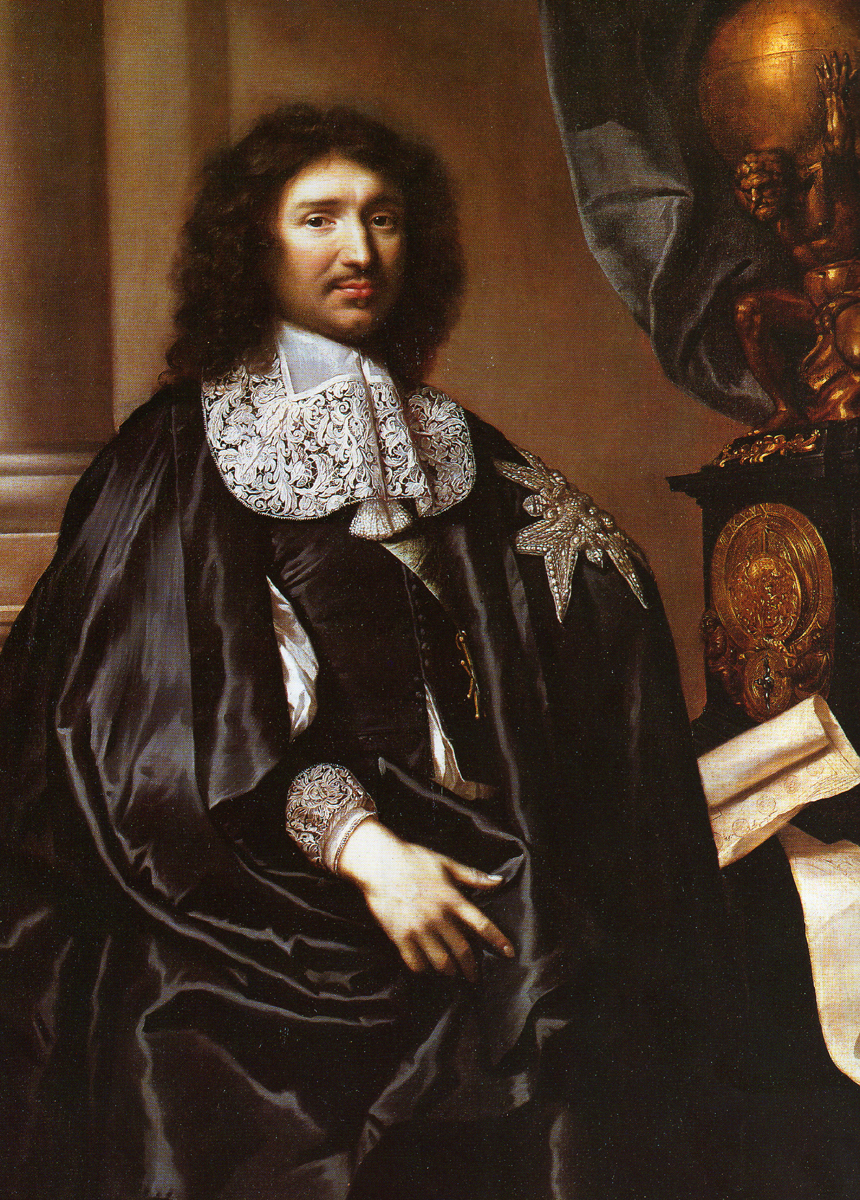
Jean-Baptiste Colbert.

Entre os ministros que formavam o conselho, destacaram-se, o ministro da Guerra (Louvois), o ministro da Fazenda (Colbert) e Vauban, que auxiliava o rei nas técnicas de defesa militares.
O colbertismo foi uma política adotada pelo ministro da Fazenda, que aperfeiçoou o sistema de cobranças de impostos e exerceu um rígido controle sobre a receita e a despesa do Estado.
Organizou um sistema de contabilidade pública e procurou conter os gastos excessivos, conseguindo o milagre de equilibrar o orçamento tradicionalmente deficitário do país.
Estimulou a vida econômica francesa, adotou uma série de medidas sábias e inteligentes, apoiou o comércio internacional.
O colbertismo trouxe para a França indiscutíveis benefícios. Porém, a intervenção exagerada dos poderes públicos na economia provocou a diminuição da produção. Após a morte de Colbert, não tendo sido encontrado um ministro que o substituísse a altura, a França entrou em decadência e o governo de Luís XIV sofreu reveses.

##### Balanço do reinado
O despotismo de Luís XIV não se limitou ao plano político, cultural e religioso.
Revogou o Édito de Nantes e perseguiu huguenotes, proibido o culto de protestantes. Nos assuntos religiosos da Igreja Católica, teve atritos com o papa.
Na política exterior, o rei Luís XIV desejava alcançar as fronteiras naturais (Pirenéus, Alpes), o que levou a lutas constantes contra a Holanda, a Espanha e a Áustria.
Ao final de tão longo reinado (54 anos), a França havia aumentado seu território e se sobressaindo diante das nações europeias, porém sua economia estava na bancarrota. Os gastos excessivos haviam arruinado o país.
Luís XIV morreu em 1715.

#### Luís XV, o Bem-Amado

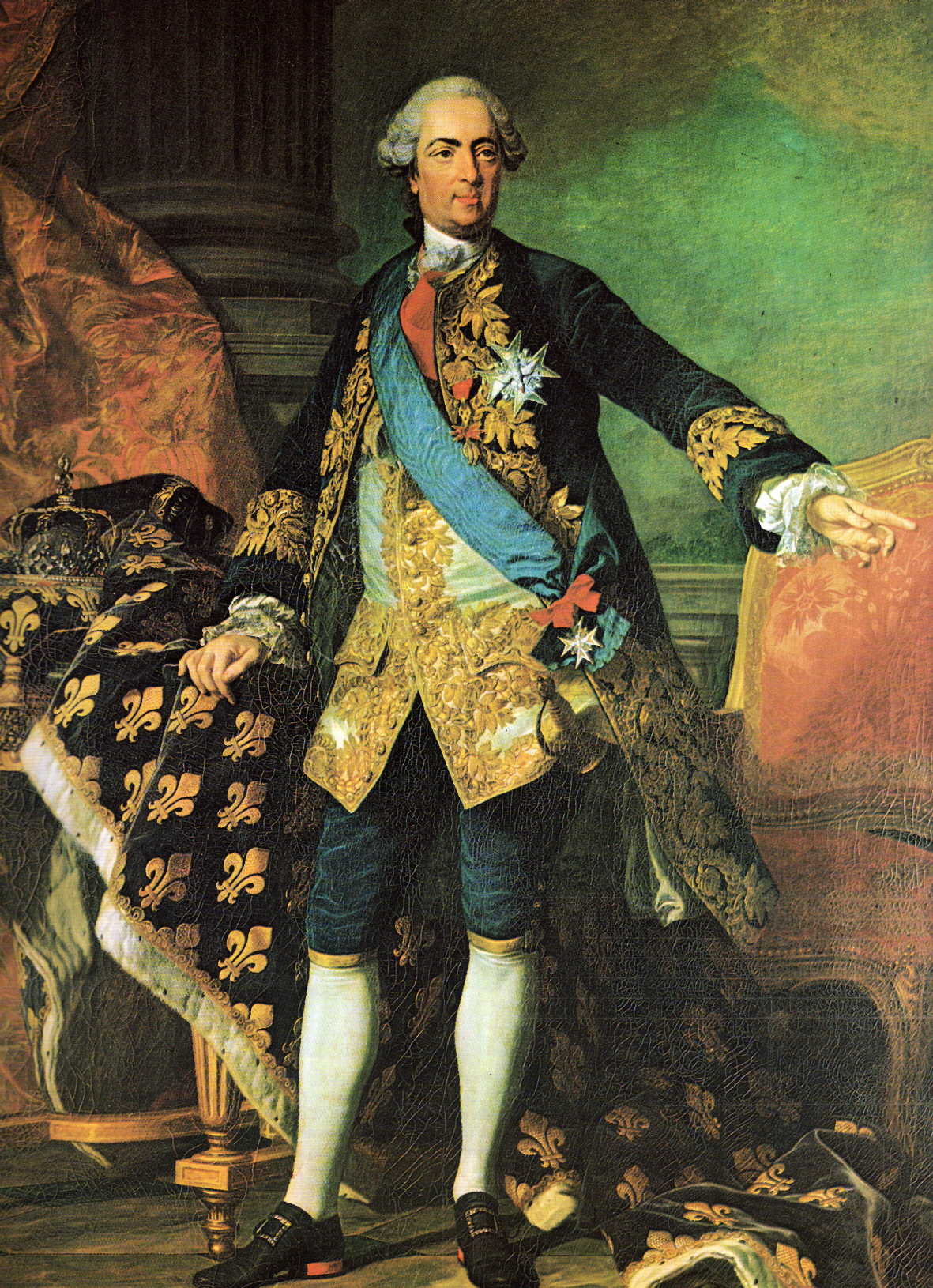
Luís XV, o Bem-Amado.

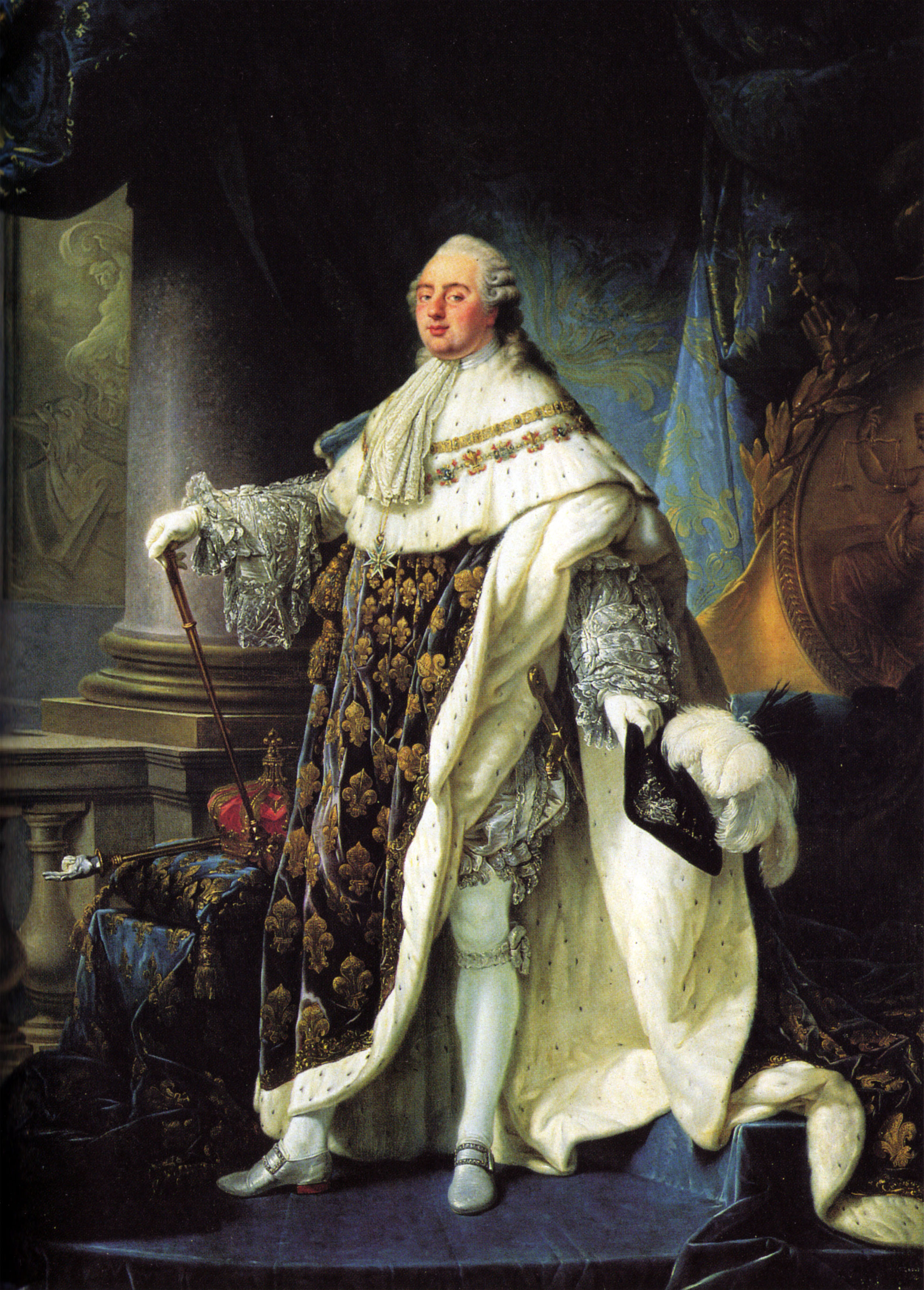
Luís XVI da França.

Bisneto de Luís XIV, herdou a coroa em 1715. Durante a primeira parte de seu governo, o reinado foi exercido por seu tio, o Duque Felipe de Orléans. A regência terminou em 1723, data em que foi chamado o cardeal Fleury, que orientou na vida política.
Luís XV lançou seu país em dois conflitos externos: a Guerra da Sucessão da Áustria e a Guerra dos Sete Anos.
Ao morrer, em 1774, deixou a França empobrecida e mergulhada em sérios problema econômicos.
Seu sucessor foi Luís XVI.
Neto de Luís, subiu ao trono em 1774. O povo esperava melhoras com ele no poder.
Esse rei governou na época da Revolução Francesa. Ele e sua esposa Maria Antonieta morreram guilhotinados pelos líderes da Revolução Francesa, que pôs fim ao absolutismo na França e introduziu o sistema da República.

## Absolutismo inglês
O absolutismo na Inglaterra teve início com Henrique VII, primeiro rei da Dinastia Tudor. Esse soberano encontrou um país enfraquecido pelas lutas internas, que aceitou sem resistência a centralização do poder. Mais tarde, a submissão da Igreja inglesa ao poder real (anglicanismo), com Henrique VIII, e a prosperidade econômica do reinado de Isabel I, mais a habilidade desses reis de "controlar" o Parlamento, permitiu-lhes um domínio total sobre seu país.
A morte de Isabel I (1603), que não deixou herdeiros, fez com que o trono passasse a seus parentes escoceses, os Stuarts.
Jaime VI & I, rei da Escócia e da Inglaterra, era favorável às ideias absolutistas. Para fortalecer seu poder, lançou novos impostos sem autorização do Parlamento e tentou reforçar a Igreja Anglicana (da qual era chefe supremo), perseguindo católicos e protestantes. Sua falta de habilidade política colocou o Parlamento contra seu governo e sua intolerância religiosa desagradou principalmente aos burgueses e ao povo. Foi durante o seu governo que se iniciou o povoamento da América do Norte. Muitos. colonos fugiam das perseguições religiosas provocadas por ele.

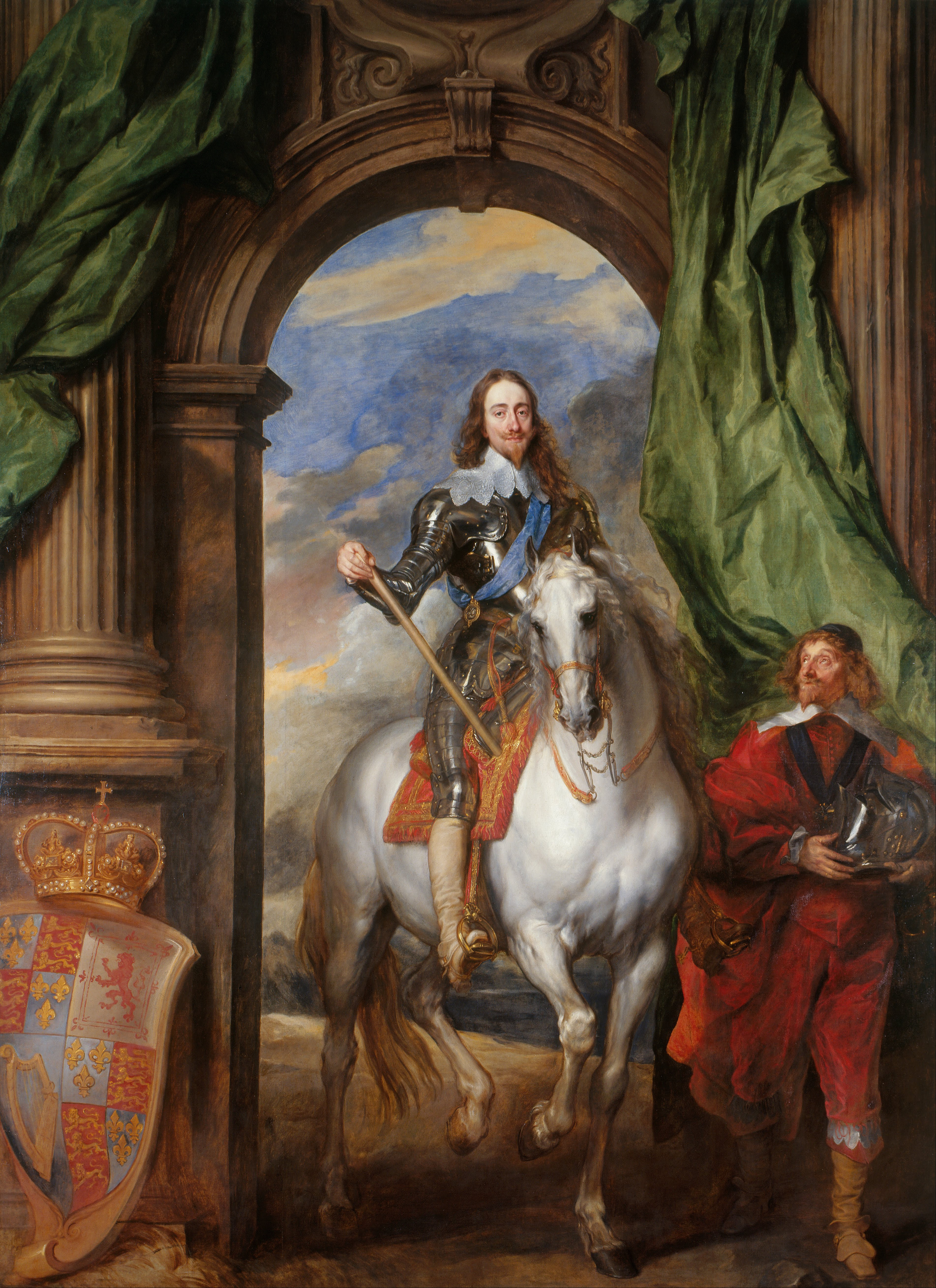
Retrato equestre de Carlos I com o senhor de Saint Antoine, por Antoon van Dyck.

Seu filho, Carlos I, adotou a política paterna, aumentando as divergências entre o poder real e os membros do Parlamento, que, agora, raramente eram convocados.
Durante seu reinado, Escócia e Irlanda revoltaram-se por causa dos altos impostos cobrados.
Para esmagar a rebelião, Carlos I foi forçado a convocar o Parlamento: precisava de dinheiro para pagar o Exército. Depois de conseguir seu objetivo, o rei procurou dissolver o Parlamento. A burguesia, cansada de tanto autoritarismo, não aceitou essa atitude e iniciou uma rebelião para depor o rei. A Inglaterra se dividiu em dois partidos opostos:
- os cavaleiros, que apoiavam o poder real. Eram grandes proprietários de terras, nobres e altos representantes da Igreja Anglicana;
- os cabeças-redondas, que queriam adotar a forma republicana de governo. Pertenciam a esse partido os pequenos nobres rurais, burgueses e camponeses.

Os cabeças-redondas venceram e condenaram à morte o rei Carlos I. Nas lutas, destacou-se a liderança de Oliver Cromwell, membro da pequena nobreza que, apoiado pelos puritanos, assumiu o poder com a tarefa de reorganizar o Estado.

### Era Cromwell

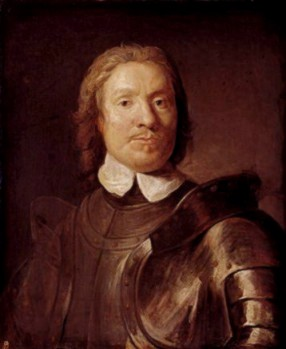
Oliver Cromwell por Gaspard de Crayer.

O governo de Cromwell (1649-1658) se caracterizou por medidas centralizadoras. Reagiu com violência e sufocou todos os movimentos contrários à sua política, quer por parte da nobreza escocesa, quer por parte dos protestantes, membros do partido dos cabeças-redondas. Rapidamente esqueceu os ideais republicanos da Revolução, tornando-se um autêntico monarca absolutista, fazendo-se nomear "Lorde Protetor" da Inglaterra, com poderes hereditários.
A rebelião irlandesa, iniciada no governo de Carlos I, foi duramente esmagada: matou inúmeros padres, apossou-se das terras dos católicos irlandeses, distribuindo-as entre os protestantes. Pretendia com isso acabar definitivamente com essas revoltas. (O tempo encarregou-se de mostrar seu erro: as disputas que se verificaram entre católicos e protestantes na Irlanda, iniciadas nessa época, duram até nossos dias.)
No plano administrativo, sua realização mais importante foram os Atos de Navegação, que obrigavam os países importadores a transportar suas mercadorias unicamente em navios ingleses ou, então, de seu próprio país.
Essa medida estimulou a construção naval e a Inglaterra superou a Marinha neerlandesa (a maior frota da época), tornando-se a Rainha dos Mares. Graças a ele, o Imperialismo Britânico foi não só possível, mas dominante até o início da Primeira Grande Guerra, quando a Inglaterra viu seu lugar ser ocupado por a mais nova potência mundial, os Estados Unidos da América.
Apesar de governar sem o Parlamento, recebeu apoio do Exército e da burguesia, esta satisfeita com os lucros obtidos graças à política econômica adotada pelo seu governo.
Com a morte de Cromwell, em 1658, a Inglaterra voltou a viver um breve período de agitação. Seu filho, Ricardo, não foi capaz de manter-se no governo e começou nova disputa pelo poder. Para evitar nova guerra civil, que poria a perder os avanços econômicos conquistados, a burguesia aceitou a restauração da monarquia, desde que o rei se submetesse às leis do Parlamento, isto é, a restauração da Monarquia Parlamentarista.

### Restauração monárquica (1660-1688)

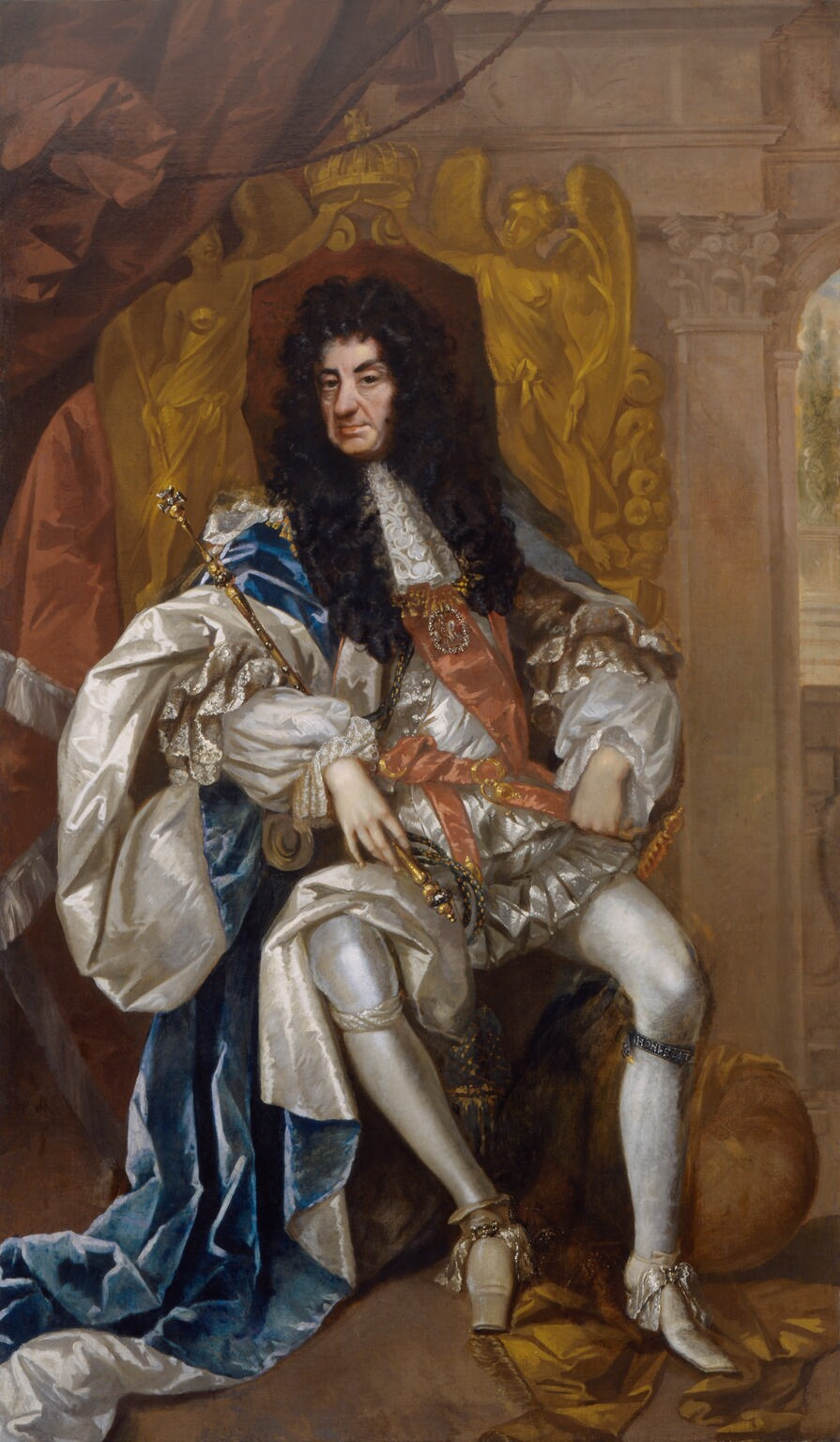
O rei Carlos II da Inglaterra.

Carlos II, herdeiro de Carlos I, que estava exilado na França, assumiu o trono inglês, jurando obediência à Constituição. No entanto, apoiado pelo rei absolutista Luís XIV, procurou concentrar o poder em suas mãos e, ao mesmo tempo, reabilitar a Igreja Católica. Seu governo foi marcado por protestos dos parlamentares, que conseguiram uma única vitória: a lei do habeas-corpus, que garantia ao indivíduo proteção contra prisões sem comprovação de crime.
Seu irmão e sucessor, Jaime II, era católico declarado (é preciso lembrar que um retorno ao catolicismo implicaria a devolução das terras que os anglicanos haviam tomado da Igreja Católica). Para evitar que, novamente, a religião católica se tornasse a religião oficial na Inglaterra, nobres e burgueses se uniram para depor o rei, entregando o poder à sua filha Maria Stuart (protestante).

### Revolução Gloriosa
Maria Stuart e seu marido, Guilherme de Orange (neerlandês) aceitaram o trono inglês. Ao desembarcar com seu exército na Inglaterra, Guilherme recebeu apoio das cidades inglesas. Pressionado pela situação, Jaime II renunciou e a revolução se fez sem lutas.

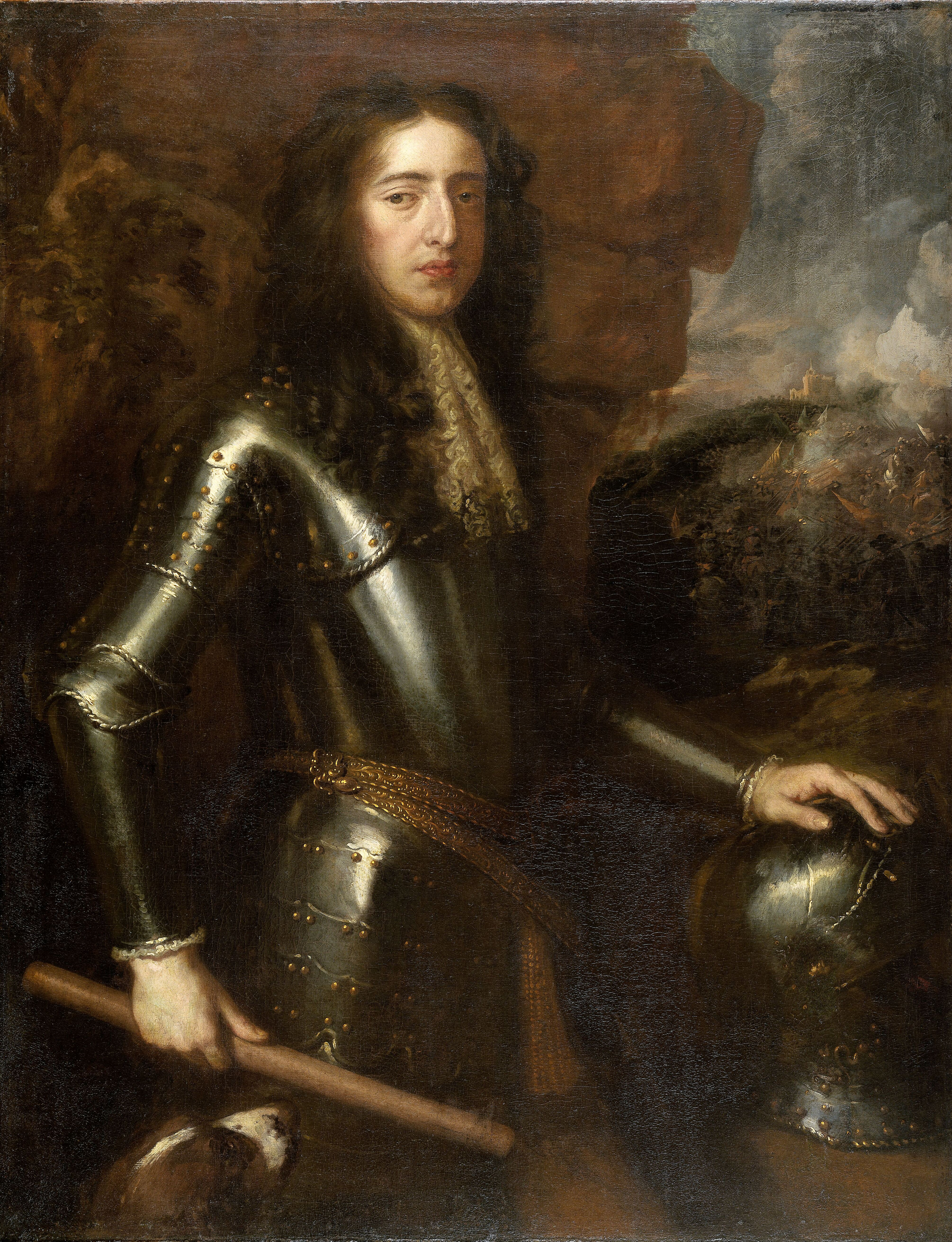
Guilherme III da Inglaterra.

Antes de serem coroados, os novos soberanos juraram respeitar a "Declaração de Direitos" que, entre outros itens, proibia o rei de convocar exércitos sem autorização do Parlamento e aumentar os impostos, garantia a liberdade individual e a propriedade privada.
Essa revolução, que afirmou definitivamente a superioridade do Parlamento sobre o poder real, determinou maior desenvolvimento inglês e, por isso, recebeu o nome de "Revolução Gloriosa".

#### Consequências
Desde essa época, o Parlamento passou a dirigir a política inglesa. Com o tempo, o primeiro-ministro, escolhido entre os membros do partido mais votado, passou a exercer a função de chefe de governo. Dar a expressão "O Rei reina, o Ministro governa".
O rompimento definitivo com o absolutismo favoreceu o desenvolvimento de nova política econômica, adequada aos interesses da crescente burguesia: optou-se pelo livre comércio, dando fim aos monopólios. Qualquer pessoa que tivesse recursos suficientes poderia iniciar uma atividade produtiva e comerciar livremente em qualquer região de sua escolha. Isso estimulou grandemente a produção agrícola e manufatureira e fez com que a Inglaterra conseguisse reunir condições favoráveis para ser a pioneira na Revolução Industrial.

## Breve cronologia da Idade Moderna
- 1453 - Tomada de Constantinopla.[50]
- 1453 - Fim da Guerra dos Cem Anos.
- 1455-1460 - Preparação e impressão do primeiro livro impresso em uma prensa de tipos móveis reutilizáveis: a Bíblia de Gutenberg.
- 1492 - Viagem de Cristóvão Colombo à América.
- 1494-1526 - Guerras da Itália.
- 1496 - Expulsão dos judeus e dos mouros de Portugal.
- 1497 - Vasco da Gama parte para a Índia.
- 1500 - Descoberta oficial do Brasil por Pedro Álvares Cabral.
- 1517 - Martinho Lutero publicou as "Noventa e Cinco Teses". Início da Reforma Protestante.
- 1519-1522 - Volta ao mundo de Fernão de Magalhães e Juan Sebastián Elcano.
- 1534 - "Acto de Supremacia" em Inglaterra. O rei Henrique VIII rompeu com Roma e declarou-se chefe da Igreja Anglicana.
- 1545 - Primeira sessão do Concílio de Trento. A última sessão decorreu em 1563.
- 1562-1598 - Guerras de Religião em França.
- 1618 - Início da Guerra dos Trinta Anos.
- 1642-1660 - Revolução Inglesa.
- 1688-1689 - Revolução Gloriosa em Inglaterra.
- 1776-1783 - Revolução Americana.
- 1789 - Início da Revolução Francesa.[51]